# Roraima
Roraima (idioma pemón: roro imã, "montaña del loro", pronunciación en portugués: /ʁoˈɾajmɐ/) es uno de los veintiséis estados que, junto con el distrito federal, forman la República Federativa de Brasil. Su capital es Boa Vista. Está ubicado en el extremo norte de la Región Norte del país. Limita al noroeste y norte con  Venezuela (Estados Bolívar y Amazonas) mediante la divisoria de aguas de las cuencas de los ríos Orinoco y Amazonas, al este con Guyana (concretamente con el territorio de la Guayana Esequiba, en litigio entre Guyana y Venezuela), al sureste con Pará y al sur y oeste con Amazonas. Con 500 800 habs. en 2014 es el estado menos poblado y con 2,23 hab/km², el menos densamente poblado. El estado tiene el 0,3% de la población brasileña y produce el 0,17% del PIB brasileño.
Sus ciudades más pobladas son Boa Vista, Alto Alegre, Caracaraí y Rorainópolis. El relieve es variado; junto a las fronteras de Venezuela y de Guyana se encuentran las sierras de Parima y de Pacaraima, donde se encuentra el monte Roraima, de 2.875 m de altura. Los ríos principales del estado son río Branco, río Uraricoera, río Catrimani, río Alalaú y río Tacutu.

## Etimología
El nombre del estado viene del Monte Roraima que es compartido con Venezuela (que posee la mayor parte de este Tepuy y con Guyana. La palabra "Roraima" procede de las lenguas indígenas. Su etimología le atribuye tres significados: "Monte Verde", "Madre de los vientos" y "Sierra del Caju" Sería la unión de roro (loro) e imã (padre, antiguo). En esta lengua indígena, roro -o también rora- significa verde, e imã significa monte, colina, formando así la palabra "monte verde", que refleja el paisaje natural de la región específica.
También existe la posibilidad de que la palabra "Roraima" tenga otros dos significados: "Madre de los Vientos" y "Sierra del Caju". El primer significado es la posibilidad del clima de la región, donde los indios creían que los vientos que llegaban al sur de Venezuela procedían del lugar. La segunda, "Sierra del Caju", por la gran cantidad de colinas y montañas que hay en esta zona.
Gramaticalmente, la pronunciación correcta de Roraima puede ser "Rorãima" o "Roráima" (lingüísticamente se aceptan ambas formas), aunque los roraimenses prefieren la pronunciación "Roráima" (como si hubiera un acento agudo en la segunda sílaba) debido al origen indígena del nombre de esta unidad federativa.

## Historia
Los primeros habitantes del Roraima fueron indígenas cuyo origen fue principalmente asiático. Se piensa que el Roraima fue habitado a partir del 10.000 a. C. y en todo el Estado se pueden admirar varias pinturas rupestres como la Pedra Pintada. 
Sus tierras fueron disputadas por luso-brasileños, neerlandeses, españoles e ingleses, pero la colonización comenzó a establecerse en el siglo XVIII, después del genocidio de un gran número de indígenas.
La creación de la parroquia de Nossa Senhora do Carmo, en 1858, transformada en municipio de Boa Vista en 1890, consolidó la organización local colonial. La disputa por las tierras con Inglaterra en la frontera con Guyana terminó definitivamente en 1904, con el arbitraje del soberano italiano Víctor Manuel III, que sacó de Brasil un trecho del Pirará, incorporando a la Guyana Inglesa 3/5 partes del territorio en litigio y el resto a Brasil.
En 1943, con el desmembramiento del Estado de Amazonas pasa a ser territorio federal. Más adelante, en 1962, pasó a denominarse Roraima. Su ocupación efectiva ocurrió gracias al descubrimiento de oro y diamantes. En 1988 fue transformado en Estado.

### Colonización Europea
Según el Tratado de Tordesillas de 1494 firmado entre Castilla y Aragón por una parte  y Portugal por otra el territorio que hoy ocupa Roraima pertenecía originalmente a España que envió exploradores a la región pero hizo poco intentos por colonizar el área debido a la dificultad del acceso al lugar.

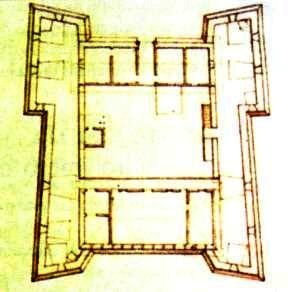
Fuerte Sao Joaquim vestigio de la presencia portuguesa en el área, fue construido entre 1775 y 1776

Los primeros colonos portugueses llegaron a la región a través del Río Branco. Antes de la llegada de los portugueses, ingleses y holandeses ya se habían sentido atraídos por la región, con el fin de explorar el valle del río Branco a través de las Guayanas. La soberanía de Portugal sobre la región sólo se estableció después de que los españoles llegaran a la parte norte del río Branco, junto con el río Uraricoera. A partir de 1725, los misioneros carmelitas iniciaron la tarea de convertir a los indígenas de la región.
La ocupación portuguesa se intensificó a partir de la década de 1730, cuando avanzaron a lo largo del Río Branco en busca de la consolidación de las fronteras y de mano de obra indígena. Para ello, organizaron tropas de rescate (compra de indígenas convertidos en esclavos durante guerras de etnias enfrentadas), tropas de guerra (castigo y esclavización de indígenas que atacaran asentamientos portugueses o impidieran la evangelización) y la búsqueda de productos autóctonos de Brasil para su comercialización, las llamadas drogas do sertão. Además, promovieron los descimentos (aldeas voluntarias u obligatorias de misioneros e indígenas).
A mediados del siglo XVIII, la Corona portuguesa empezó a preocuparse por las constantes expediciones españolas a la región occidental del Amazonas. Así, se consideró la idea de crear la Capitanía Real de São José do Río Negro, lo que ocurrió a través de la Real Cédula del 3 de marzo de 1755. La principal razón para la creación de la nueva capitanía fue la amenaza que representaban los españoles del Virreinato del Perú, pero también estaba el temor causado por las expediciones holandesas de Surinam, con fines de comercio y captura de nativos. [Las demarcaciones previstas por el Tratado de Madrid, de 1750, también influyeron mucho en la medida: con la creación de una nueva unidad administrativa en la región, se pretendía implantar, en la práctica, la colonización del alto Río Negro, creando la infraestructura necesaria para la reunión y el trabajo de las comisiones demarcadoras portuguesas y españolas, pero esta reunión nunca tuvo lugar, y mientras tanto fuerzas portuguesas ocuparon, temporalmente, el curso del bajo Río Branco, plantando mandioca y otros alimentos, para el abastecimiento de la Comisión.
El Fuerte de São Joaquim, construido en 1755 en la confluencia de los ríos Uraricoiera y Tacutu, fue decisivo en la conquista del Río Branco por los portugueses. El Fuerte, hoy destruido, tenía como principal objetivo proporcionar a los portugueses la soberanía total sobre las tierras del Valle del Río Branco, que despertaban la codicia internacional debido a su escasa explotación.
Los colonizadores portugueses, tras asumir la soberanía y el control total de la región, crearon varios asentamientos y aldeas en la localidad, junto con nativos indígenas. Nossa Senhora da Conceição y Santo Antônio, en el río Uraricoera; São Felipe, en el río Tacutu y Nossa Senhora do Carmo y Santa Bárbara, en el río Branco, fueron los principales asentamientos creados en la época, albergando un gran número de indígenas.

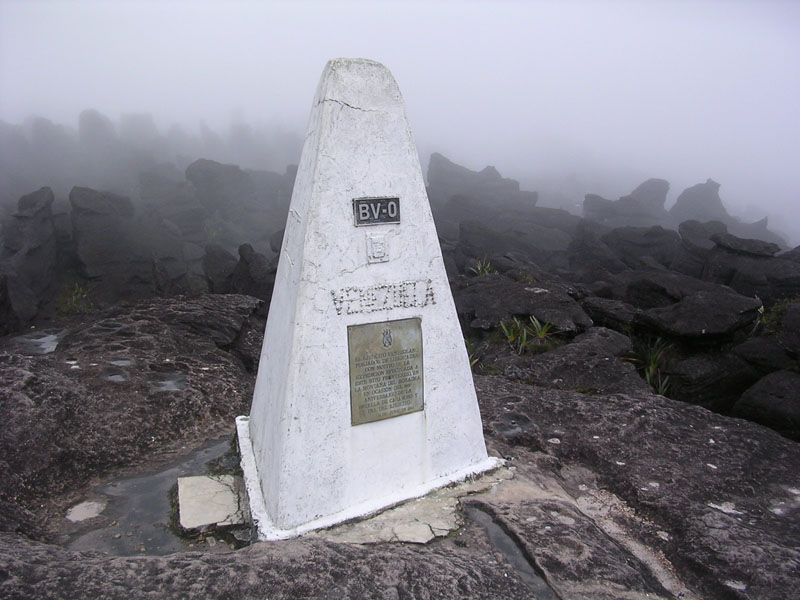
El punto triple en el Monte Roraima marca la frontera entre Venezuela, Brasil y Guyana (Guayana Esequiba) desde 1899

Sin embargo, debido a los conflictos entre los indígenas y los colonizadores, porque los indígenas no aceptaban someterse a las condiciones impuestas por los portugueses, los asentamientos no se desarrollaron debidamente.
Para asegurar la presencia del hombre portugués en las tierras del Valle del Río Branco, el comandante Manuel da Gama Lôbo d'Almada comenzó a criar ganado vacuno y caballar en el territorio en 1789. Las haciendas de São Bento, São José y São Marcos, en los ríos Uraricoera y Tacutu, respectivamente, fueron las primeras en introducir la cría permanente de ganado vacuno y caballar entre 1793 y 1799. Hoy, la hacienda São Marcos pertenece a los indígenas y está situada frente al lugar donde estuvo el Fuerte São Joaquim.

### Imperio de Brasil
Durante un año, entre 1810 y 1811, soldados ingleses penetraron en el valle, pero fueron expulsados por el comandante del Fuerte de São Joaquim. La frontera entre Brasil y Guayana, cuyo proceso de demarcación ya había sido cerrado, necesitaba ser remarcada, debido a las grandes invasiones inglesas ocurridas en este período. [Así, la colonización de Rio Branco se dividió en cuatro períodos: de 1750 al inicio del siglo XIX, con el descubrimiento del Río Branco; de mediados del siglo XIX a la creación del municipio de Boa Vista, en 1890; de 1890 a la creación del Territorio Federal de Rio Branco; y de la creación del Territorio Federal de Rio Branco a su elevación a la categoría de unidad federativa brasileña, rebautizada Roraima.
La colonización de la región fue altamente incentivada a finales del siglo XIX, con el establecimiento de las Granjas Nacionales. Sin embargo, la población del estado sólo encontró estabilidad tras su emancipación, un siglo después, con las minas de oro y diamantes que atrajeron oleadas migratorias de diversas regiones del país. Esta inmigración y la explotación desordenada provocaron muchos conflictos y muertes por enfermedades y asesinatos.  Actualmente, casi todas las reservas indígenas del estado han sido ratificadas.

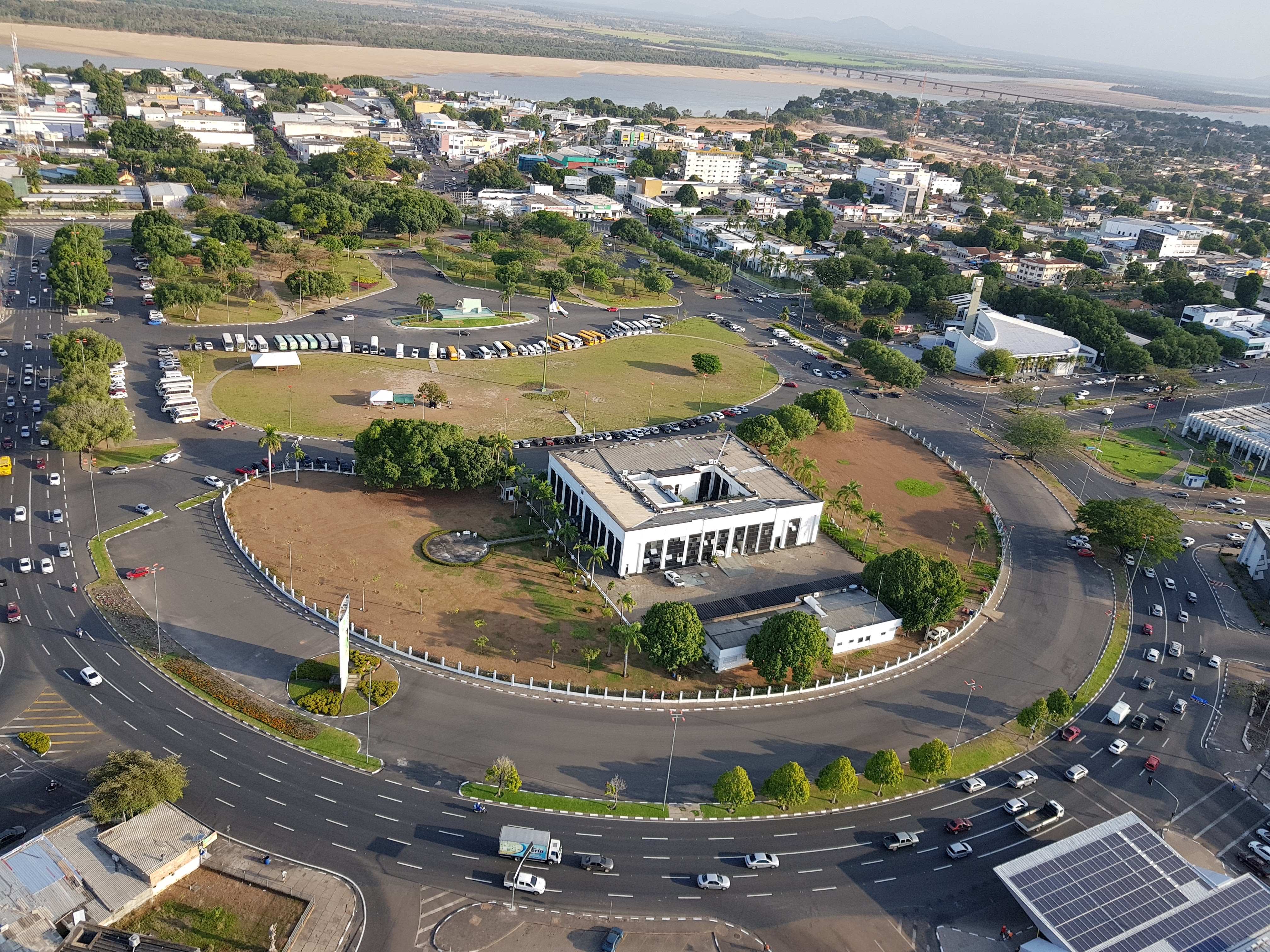
Boa Vista capital de Roraima fue fundada en 1890

Poco más de 1000 personas vivían en la región donde se creó el municipio de Boa Vista en 1890. Los datos de 1887 -vigentes durante la creación del municipio- informaban que las aproximadamente 1000 personas que habitaban la región en la época de la creación del municipio eran blancos y mestizos, en su mayoría mamelucos. Esto se debe a que las etnias indígenas de la región no se añadieron a los datos. Se estima que había más de cinco mil indígenas en la localidad, lo que aumentaría considerablemente la población del municipio.
Amazonas, estado al que pertenecía Boa Vista en aquella época, no disponía de recursos financieros suficientes para promover el desarrollo del nuevo municipio de forma inmediata. La región del extremo norte de Amazonas dependía económicamente del ganado criado en la región, que también servía para abastecer a Manaus, la capital del estado. El responsable de la creación del municipio fue el gobierno de Augusto Ximeno de Villeroy, que consideraba importante fundar una localidad en el extremo norte de Amazonas para el desarrollo de la región.
Eduardo Ribeiro, entonces gobernador de Amazonas, también dirigió su atención a Boa Vista y al territorio del actual estado de Roraima. En 1896, tras inaugurar el Teatro Amazonas, ordenó a Sebastião Diniz que abriera una larga carretera al norte de Manaus. Su intención era construir una carretera que uniera Manaos a Boa Vista, que pudiera servir para transportar el ganado de la región del Valle del Río Branco al matadero de Manaos.

### Territorio Federal y Autonomía Política
El Territorio Federal de Acre fue el primer Territorio Federal brasileño, en 1903. El Decreto-Ley n.º 5812, de 13 de septiembre de 1943, que desmembró el estado de Amazonas, creó el Territorio Federal de Río Branco. En 1962, el territorio pasó a denominarse Territorio Federal de Roraima y fue elevado a la categoría de unidad federativa brasileña por la Constitución brasileña de 1988 A pesar de haber sido creado el 13 de septiembre de 1943, junto con los demás territorios federales, el Territorio Federal de Rio Branco sólo recibió su primer gobernador en junio de 1944, cuando llegó a Boa Vista. Getúlio Vargas, responsable de la creación de los Territorios Federales, se enfrentaba entonces a una notable crisis política, lo que influyó en el retraso en el nombramiento de los gobernadores de los territorios. Vargas fue destituido el 29 de octubre de 1945.

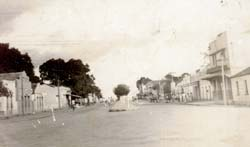
Boa Vista en 1924

De 1943 a 1964, Roraima tuvo 15 gobernadores titulares, entre militares, que eran la mayoría, y civiles. Vitorino Freire, senador por Maranhão, nombró indirectamente a 10 de estos gobernadores. Cada gobernador permaneció poco tiempo en el cargo (una media de dieciséis meses). Así, durante este período, el Territorio Federal de Roraima no alcanzó el desarrollo esperado por el gobierno federal. Durante el Régimen Militar en Brasil, en un período de veintiún años, Roraima tuvo 8 gobernadores que administraron la unidad con poderes militares. En el período posterior al Régimen Militar, con la redemocratización de Brasil y la elección indirecta de Tancredo Neves para la Presidencia de la República, el Territorio Federal de Roraima volvió a tener gobernadores nombrados por otros políticos e influyentes.
Con la Constitución promulgada el 5 de octubre de 1988, Roraima dejó el estatuto de Territorio Federal y pasó a ser Estado miembro de la Federación, teniendo como primer gobernador a Romero Jucá Filho, tras la aprobación de la Comisión de Constitución y Justicia del Senado Federal. Ya el primer gobernador del Estado de Roraima elegido en elecciones directas fue Ottomar de Souza Pinto, gobernando del 1 de enero de 1991 al 31 de diciembre de 1994.

## Geografía

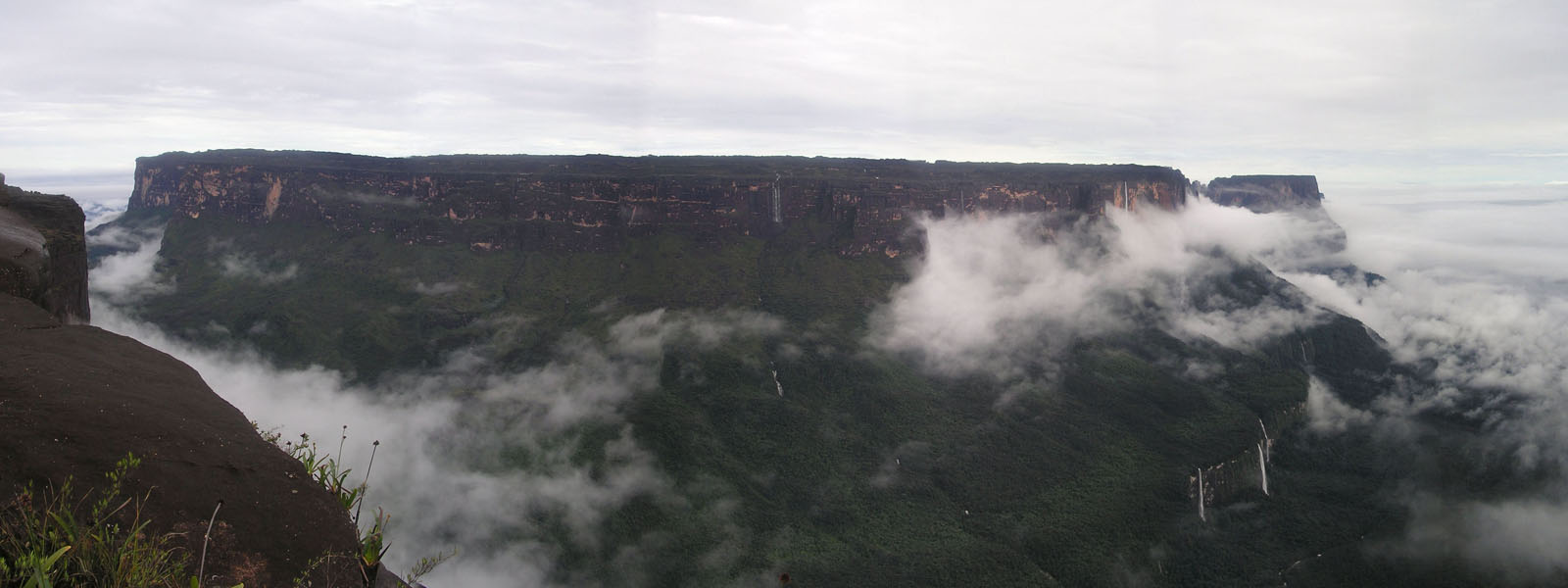
Vista aérea del Monte Roraima

El clima es ecuatorial (N, S y O) y tropical (E). Una parte al sur del Estado está cubierta por la Selva Amazónica y la mayor parte del Estado (un 72%) está cubierto de una superficie extensa de sabana situada al noreste y al norte. En el norte se encuentra el parque nacional do Monte Roraima, en el que se encuentran las montañas más antiguas de la Tierra, y el punto más alto del estado con 2.734 m.

### Relieve
El relieve es bastante variado; cerca de las fronteras con Venezuela y Guyana están las sierras de Parima y Pacaraima, donde se encuentra el monte Roraima (en su mayor parte en territorio venezolano), con 2.875 metros de altitud. Por estar en el extremo norte de Brasil, sus puntos más septentrionales son el río Uailã y el monte Caburaí.

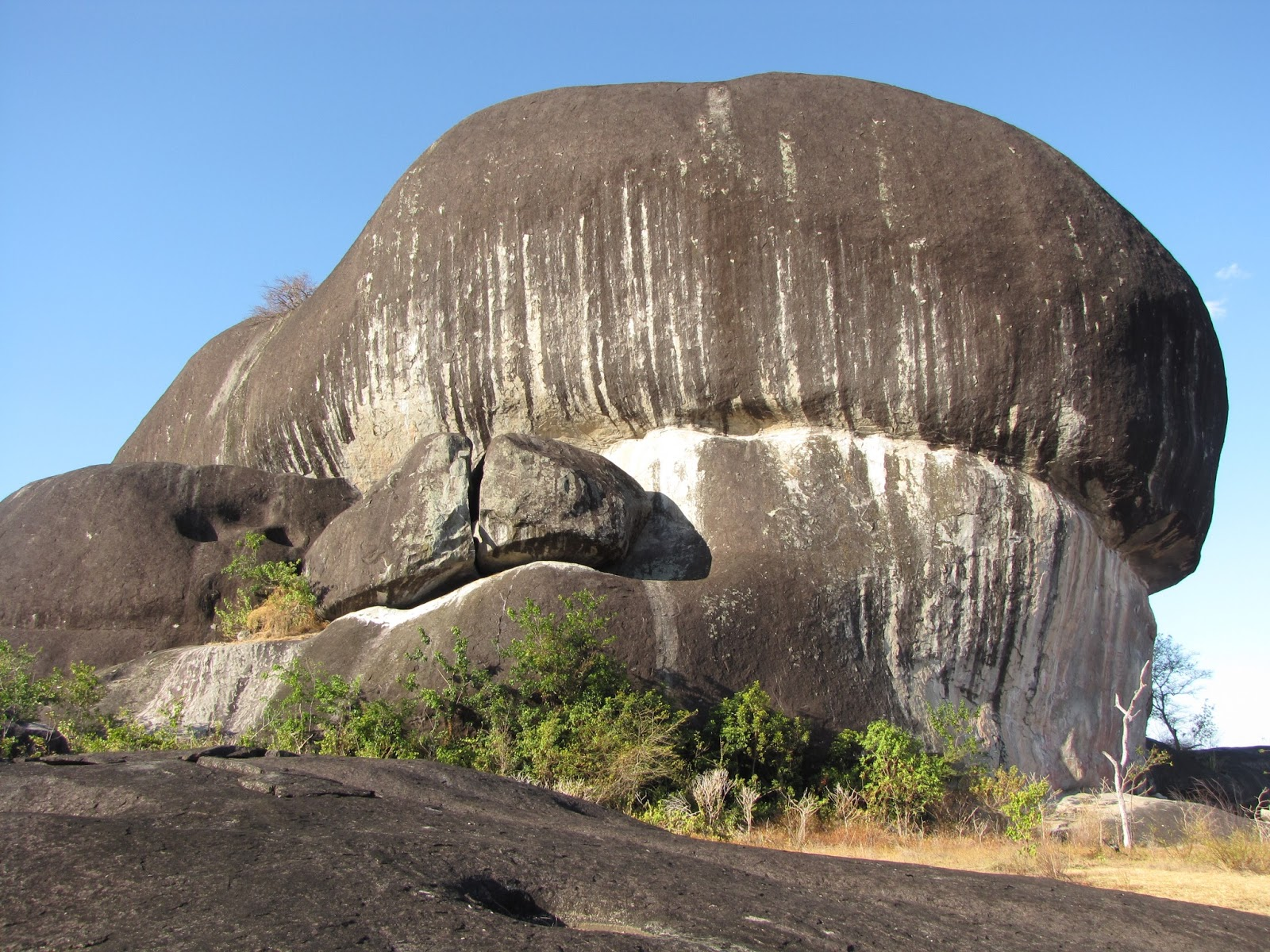
Pedra pintada

De forma global, el relieve presente en Roraima es, predominantemente plano. Aproximadamente 60% del área tiene altitudes inferiores a 200 metros, 25% se eleva a un promedio entre 200 y 300 metros, 14% de 300 a 900 metros y sólo 1% posee elevaciones superficiales superiores a 900 metros sobre el nivel del mar. También hay dos estructuras geomorfológicas: La Meseta Ondulada y los Escarpes del Norte, que forman parte de la Meseta de las Guayanas. La Meseta Ondulada es un gran pediplano, formado por macizos y picos aislados y dispersos.
Por ser bastante diferenciado, el relieve se divide en cinco escalones: El primer escalón alberga áreas del estado de acumulación de inundaciones, que no presentan exactamente una forma de relieve, pero están cubiertas por una fina capa de agua; el segundo escalón sería el pediplano de Río Branco, una unidad de relieve de enorme expresión en la unidad federativa, ya que ocupa gran parte de sus tierras. 
En este pediplano, las altitudes varían de 70 a 160 metros y presentan una débil declividad hacia los ríos. El tercer escalón está formado por elevaciones que pueden alcanzar los 400 metros de altitud. Se trata de sierras como Serra da Lua, Serra Grande, Serra da Batata y otras. El cuarto escalón se caracteriza por elevaciones que pueden variar de 600 a 2.000 metros de altitud, formadas principalmente por la sierra de Pacaraima, la sierra de Parima y la sierra de Urucuzeiro. Estas sierras se unen en forma de cadenas y en ellas nacen los ríos que forman el río Uraricoera. Por último, el quinto peldaño, agrupa las regiones más altas, formadas por elevaciones que alcanzan casi los 3.000 metros de altitud.

### Hidrografía

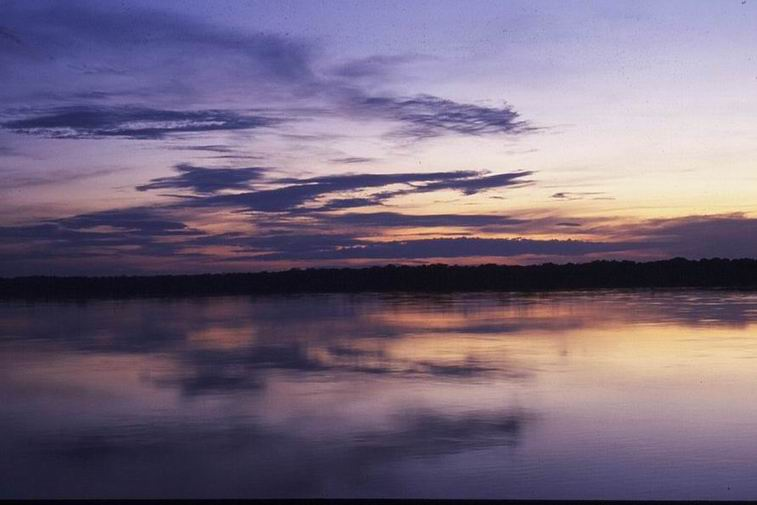
Río Branco

El estado de Roraima posee una extensa hidrografía. Su territorio es abundantemente irrigado por 14 ríos, siendo estos: Água Boa do Univiní, Ailã, Ajarani, Alalaú, Branco, Catrimani, Cauamé, Itapará, Mucajaí, Surumu, Tacutu, Uraricoera, Urubu y Xeruini. La hidrografía del estado de Roraima forma parte de la cuenca del río Amazonas y se basa básicamente en la subcuenca del río Branco (45 530 kilómetros cuadrados). este río es uno de los afluentes del río negro.
Gran parte de los ríos de la región tienen una gran cantidad de playas en verano, ideales para el turismo y el ocio. Además, hay ríos rápidos localizados en el norte del estado, y son una opción para la práctica de deportes acuáticos, como el piragüismo. Casi todas las fuentes hídricas del estado tienen su origen dentro de su territorio, a excepción de dos ríos con fuentes en Guyana. Todos los ríos de Roraima desembocan en la cuenca del Amazonas.

### Fauna y Flora
La diversidad de paisajes y biomas de Roraima contribuye a la formación de la fauna del lugar En la región de la selva amazónica roraimense se encuentran animales como jaguares, tapires, pecaríes, caimanes, gatos margay, nutrias, ciervos, monos y otras especies.

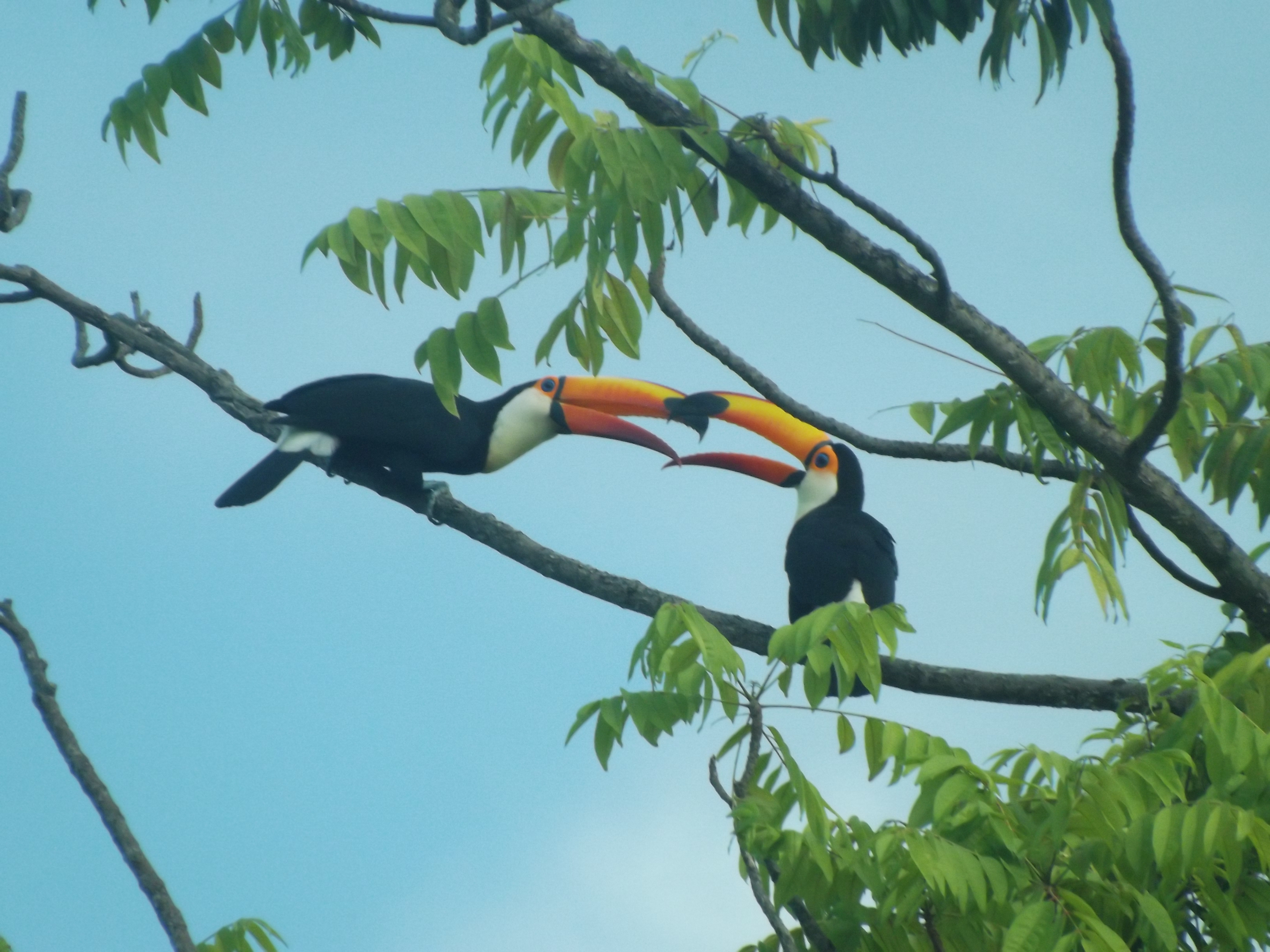
Tucanes (Ramphastidae) en Boa Vista

En los campos  del río Branco y las sabanas, hay osos hormigueros, armadillos, tortugas, venados de las pampas, pacas, agutíes, varias especies de serpientes y otras especies. [Entre muchas especies, se destacan los caballos salvajes, llamados cavalos lavradeiros (en español: caballos de sabana o caballos de estepa), una de las últimas poblaciones de caballos salvajes del mundo. En la cuenca del río Branco, donde se encuentra la mayoría de las especies de peces, la variedad de especies es grande. Entre los principales peces están el pacú, pavón, surubí, matrinxã, bagre cola roja, tambaqui, acará, mandi, cachorra, piraña, traíra, piraíba, arowana y muchas otras especies.
En las playas del bajo Branco, todavía es posible encontrar especies de tortugas, como la tortuga de río de manchas amarillas. Hay muchas especies de aves en el estado, desde las grandes a las pequeñas. Entre las grandes, destacan el passarão (literalmente pájaro grande) y el jabirú. Entre las pequeñas, se destacan pavas, garzas, caracara crestada y otras.
En Roraima, la flora se divide en tres regiones:
- Selva tropical amazônica (Floresta tropical amazônica): compuesta por la floresta densa y húmeda típica del bajo río Branco, que se extiende por la región sudoeste.[37]

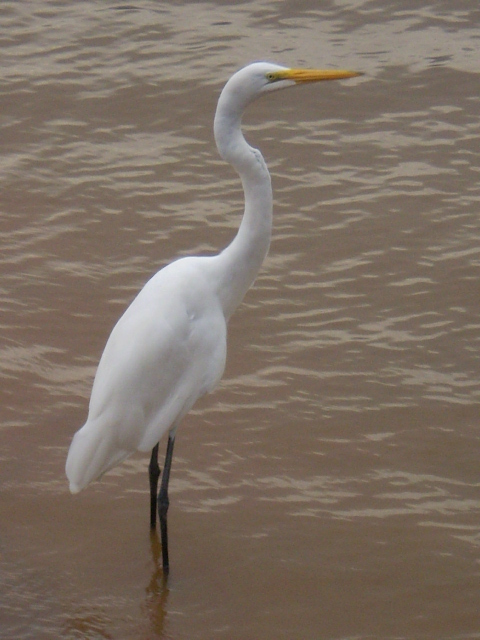
Garza Blanca (Ardea alba) en las proximidades del río Uraricoera

- Garza Blanca (Ardea alba)  en las proximidades del río UraricoeraCampos generales del río Branco (Campos Gerais do Rio Branco): con aproximadamente 44.000 kilómetros cuadrados (17.000 millas cuadradas), también conocida como la región de lavrado. Lavrado también se conoce como sabana. Formado por pastizales, pero a lo largo de los cursos de agua, llamados igarapés, hay grandes palmeras conocidas como buritizeiros. En el lavrado hay también, en gran cantidad, arbustos, paricaranas y muricizeiros.[37]

- Región montañosa (Região Serrana): con vegetación típica de montaña, árboles más finos y valles ricos en humus con pastos de buena calidad para el ganado.[37]

En cualquiera de las regiones, existen tres tipos diferentes de cobertura vegetal teniendo en cuenta las orillas de los ríos. Estos son:
- Matas de terra firme (bosques de tierra firme): comprenden los bosques situados en tierras nunca afectadas por las crecidas de los ríos.[37]

- Bosques de llanura de inundación (Matas de várzeas): son los bosques que cubren las tierras afectadas por las crecidas de los ríos.[37]

- Bosques de ribera (Matas ciliares): están preservados por ley y también son inundados cada año por las crecidas de los ríos.[37]

### Áreas protegidas
En Roraima, el IBAMA administra 8 unidades de conservación: 3 parques nacionales, 3 estaciones ecológicas y 2 bosques nacionales, totalizando 15.539,93 km², o 6,9975% de los 224.298,980 km² (IBGE) del área territorial del Estado.
- Parque Nacional del Monte Roraima (Parque Nacional do Monte Roraima )[39][40][41] - Decreto de creación: 97.887/1989. Área: 116.000 ha. Situado en el municipio de Uiramutã. Recientemente este parque perdió parte de su área debido a la ratificación de la Reserva Indígena Raposa Serra do Sol.

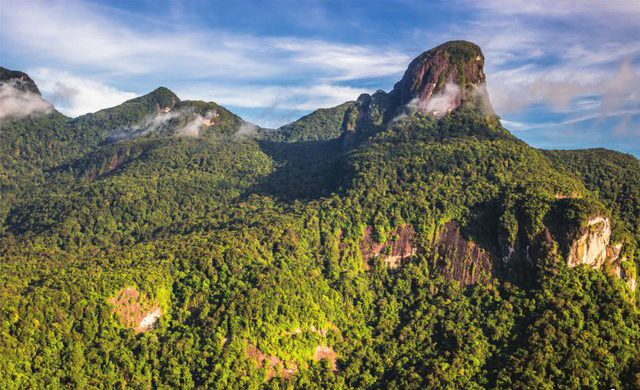
Parque Nacional de la Serra da Mocidade

- Parque Nacional de Virua (Parque Nacional do Viruá)[42][43][44] - Decreto de Creación: s/n/1998. Área: 227.011 hectáreas. Situado en el municipio de Caracarai.Parque Nacional de la Serra da Mocidade
- Parque Nacional de la Serra da Mocidade (Parque Nacional Serra da Mocidade)[45][46][47] - Decreto de creación: s/n/1998. Superficie: 350.960 hectáreas. Localizado en el municipio de Caracarai.
- Estación Ecológica de Maracá (Estação Ecológica de Maracá)[48][49][50] - Decreto de creación: 86.061/1981. Área: 101.312 ha. Localizada en el municipio de Amajari.
- Estación Ecológica de Caracaraí (Estação Ecológica de Caracaraí )[51][52][53] - Decreto de creación: 87.222/1982. Área: 80.560 hectáreas. Localizada en el municipio de Caracaraí.

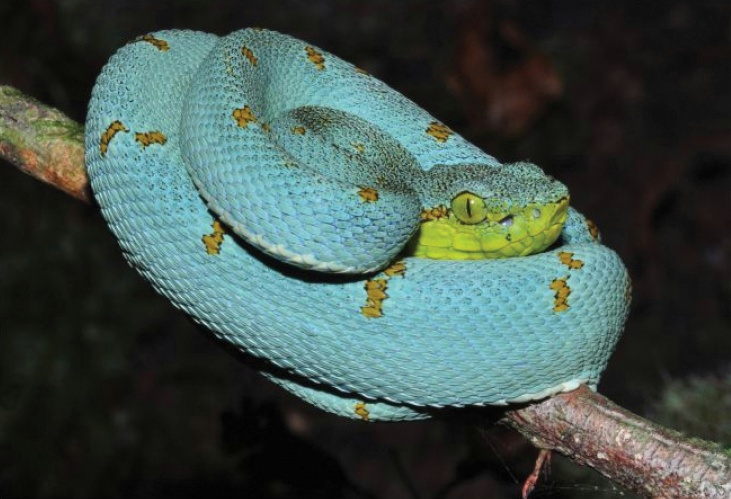
La serpiente venenosa Bothrops bilineatus está presente en Roraima

- La serpiente venenosa Bothrops bilineatus está presente en RoraimaEstación Ecológica de Niquiá (Estação Ecológica do Niquiá)[54][55] - Decreto de creación: 91.306/1985. Área: 286.600 hectáreas. Localizada en el municipio de Caracaraí.
- Bosque Nacional de Roraima (Floresta Nacional de Roraima)[56][57] - Decreto de creación: 97.545/1989. Área: 132.000 ha. Localizada en los municipios de Mucajaí y Alto Alegre.
- Bosque Nacional de Anauá (Floresta Nacional do Anauá)[58][59] - Decreto de creación: 18 de febrero de 2005. Área: 259.550 ha. Localizada en el municipio de Rorainópolis.

## Economía
Roraima tiene el menor producto interno bruto (PIB) entre los estados brasileños, a pesar de las altas tasas de crecimiento. Su PIB, en 2013, fue de 9.027 billones de reales, representando el 0,15% del PIB brasileño y colocando al estado en la 27.ª posición nacional. El estado presentó un crecimiento anual en torno al 7,65%, congratulándose como el estado con mayor crecimiento económico del Norte brasileño. El PIB per cápita de Roraima es el segundo mayor de su macrorregión, con 18.495,80 reales, sólo superado por el PIB per cápita de Amazonas. A nivel nacional, el estado ocupa el 13.º lugar, un 25,9% por debajo de la media nacional y un 15,9% por encima de la media regional. En comparación con 2007, el factor per cápita del estado tuvo una variación de 15,3%, siendo 15,9% la variación referente al promedio de renta per cápita de la Región Norte.
Roraima posee dos Zonas de Libre Comercio (ZLC): en Bonfim y en Boa Vista. Se trata de áreas de importación y exportación que operan bajo un régimen fiscal especial. Las dos ZLC - únicas en el país con incentivos fiscales para la implantación de industrias que utilizan materias primas de la Amazonia Occidental, funcionan desde 2005 y son responsables por la expansión de la tendencia del turismo de negocios.
En cuanto al arancel de exportación del estado, se compone principalmente, según datos de 2012, de soja (33,29%), madera aserrada (39,13%), barras de hierro forjadas en caliente (7,45%) y madera perfilada (6,04%).

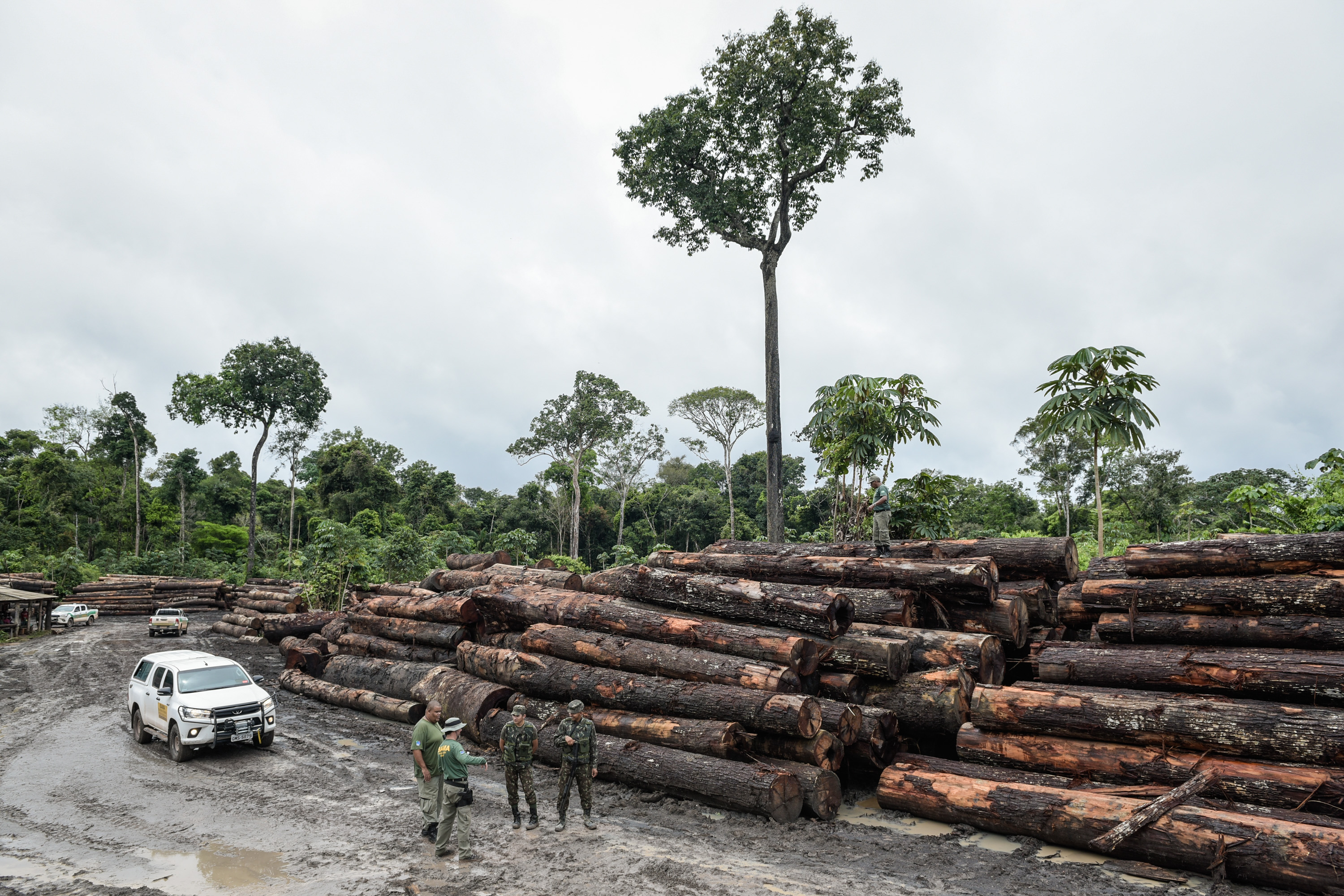
Explotación de madera ilegal en la Tierra Indígena Pirititi en Roraima

### Sector Primario
El sector primario de Roraima está en pleno desarrollo. Obtuvo un crecimiento económico del 4,8%, representando el 6,4% del PIB estatal. En 2010, la agricultura cayó un 5,2% en comparación con 2006, donde los principales productos agrícolas (arroz con cáscara y soja), tuvieron una caída en la producción en 2007. Hubo una reducción del 14,4% en el área de cultivo de arroz, que tuvo una producción un 4,37% inferior a la del año anterior. La producción de soja también tuvo una reducción de la superficie plantada del 36,4% y su producción disminuyó un 34,1% en 2007. Los tres principales productos exportados por Roraima, en 2010, fueron cuero, con una participación del 63,32%, madera (28,13%) y agua mineral con el 1%. En el acumulado, la madera representa el 42,17% del volumen exportado seguida del consumo de arce con el 36,26%. En relación con las importaciones realizadas por Roraima, los tres principales productos importados en el segundo semestre de 2010 fueron Cemento Portland, representando 35,43%, vidrio con 11,20% y harina de trigo con 9,32%.
Según el censo agropecuario de 2006, existen en Roraima 10 260 establecimientos agropecuarios legalizados, 10 082 de carácter individual y 178 de carácter consorcial, que ocupaban 1 645 219 hectáreas de tierra. Existe también, el registro de 10 cooperativas agrícolas legalizadas, divididas en 3 160 hectáreas. Había también 10 310 establecimientos agrícolas informales, de los cuales 8 993 eran administrados por hombres y 1 317 por mujeres. Estos espacios informales ocupaban 7 379 hectáreas de tierra en el Estado. En cuanto a los asentamientos sin títulos de propiedad definitivos, se contabilizaron 568 unidades en esta condición, 483 propiedad de hombres y 85 de mujeres, distribuidas en 44 230 hectáreas de tierra. Destacan las plantaciones permanentes en el estado, existiendo 3 216 unidades de éstas, ocupando 50 669 hectáreas. Los cultivos temporales se concentran en mayor número, 3 689, distribuidos en 58 322 hectáreas de tierra.
En cuanto a los empleados, cerca de 29.513 personas trabajan formalmente en establecimientos agropecuarios, siendo la mayoría hombres (19.413 de los trabajadores). Asimismo, en 2006, había 480.704 bovinos, 314.076 aves de corral, 42.970 cerdos, 25.659 ovinos, 20.664 caballos, 5.963 caprinos, 562 mulos, 234 asnos y 105 bubalinos.

### Sector Secundario y Terciario
La economía de extracción es lo más destacado en el sector secundario. Este segmento se contrajo un 11,2% de 2006 a 2008, mientras que las actividades de producción y distribución de electricidad y gas, agua y alcantarillado y limpieza urbana no presentaron variación en su desempeño. El sector secundario presentó un crecimiento del 8,1% en 2008. Sólo la construcción civil creció 11,7%, aumentando su participación en 7,7% de la economía de Roraima, mientras que la industria de transformación disminuyó 2,5% en relación con el año anterior. Roraima cuenta con un parque industrial de tamaño medio, situado en Boa Vista, destinado principalmente a la producción de refrescos, derivados lácteos y derivados de cereales. São Paulo es el principal destino de estos productos, como mayor comercio importador, destacan también Amazonas y Venezuela. Otras industrias se dedican a la producción de cemento, hierro, combustibles, productos alimenticios, entre otros. El sector extractivo, que integra el sector secundario, es un dato que se ha destacado negativamente. Este segmento sufrió retracción de 2006 a 2008 del orden de 11,2%.

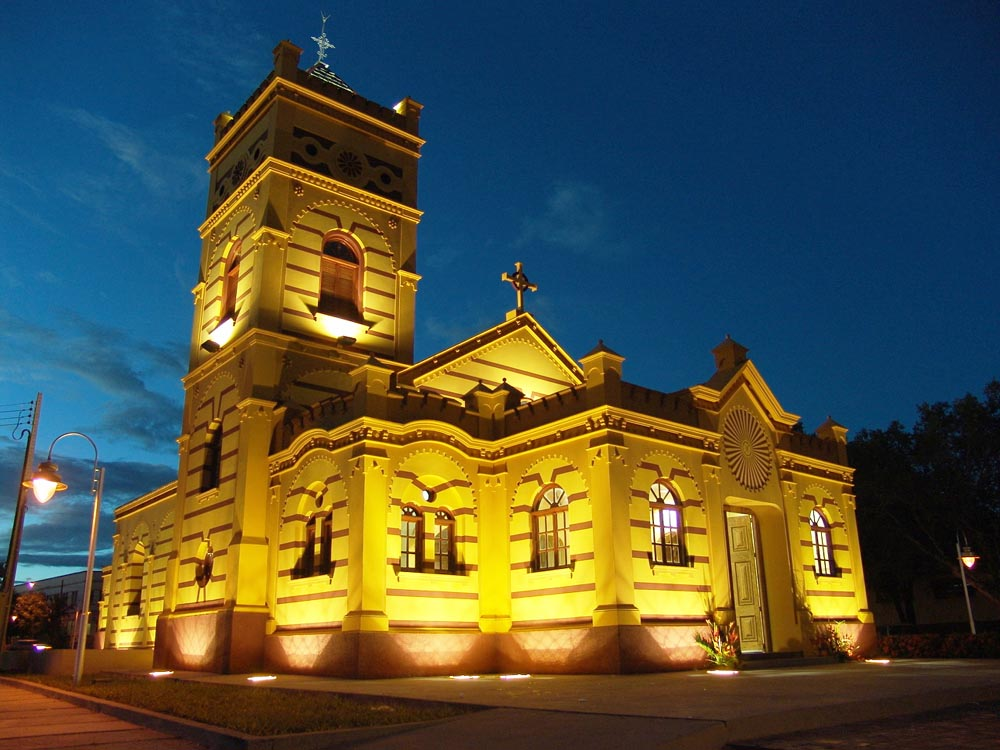
Iglesia de Nuestra Señora del Carmen (Igreja Matriz Nossa Senhora do Carmo) en Boa Vista

El sector terciario tiene su mayor expresión en la administración pública, educación, salud y seguridad social. En conjunto, estos segmentos obtuvieron una participación del 47,3% en el PIB, con un crecimiento del 5,7%. Todavía en el sector terciario, los servicios de información, la intermediación financiera, las actividades inmobiliarias, el turismo y los alquileres representan el 33,1% del PIB roraimense. Esto hace que el sector terciario represente el 80,4% del PIB estatal.

### Turismo
Roraima tiene un gran potencial turístico, especialmente en ecoturismo. Por estar situado en el extremo norte del país, en la parte septentrional y por hacer frontera con tres países sudamericanos, Roraima mantiene estrechas relaciones comerciales basadas en el turismo con estos países, especialmente con la vecina Venezuela. Las atracciones naturales son los principales atractivos turísticos del estado, especialmente el Monte Roraima (compartido con el Estado Bolívar en Venezuela).
Los arqueólogos tienen gran interés en Pedra Pintada, que es el yacimiento más importante de esta ciencia en el estado. En ella, hay inscripciones de civilizaciones milenarias, como pinturas rupestres, piezas de cerámica, hachas, cuentas de collar, entre otros artefactos que indican la historia de la evolución humana, que se remonta a cuatro mil años. La roca es un monolito de granito de sesenta metros de diámetro y unos cuarenta metros de altura. En la cara exterior hay pinturas rupestres rojas que hasta hoy se consideran un enigma para los científicos. También hay cuevas funerarias de hasta doce metros de longitud. Pedra Pintada se encuentra en Pacaraima.

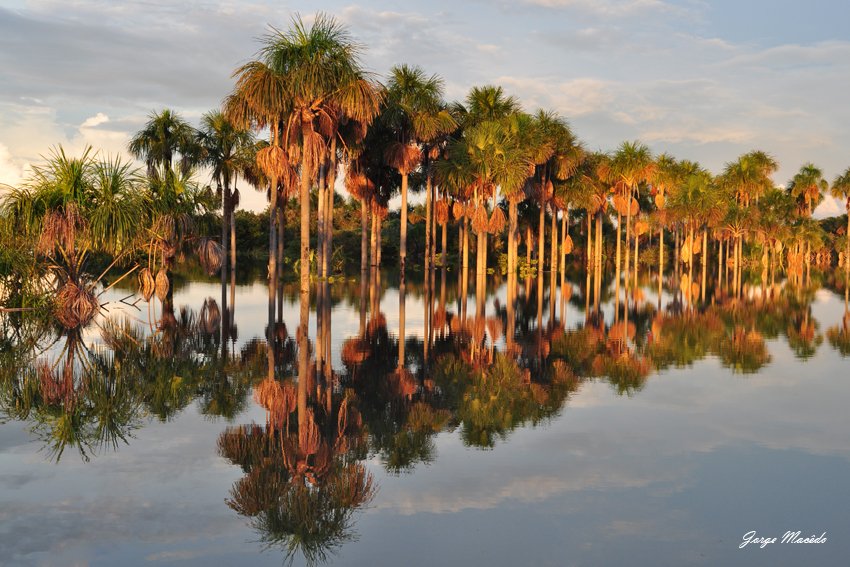
Roraima destaca por sus paisajes naturales

La Sierra de Tepequém también es una atracción turística estatal. Posee una rica artesanía en piedra jabón y su área está libre de exploración de diamantes. En el lugar se practica el senderismo a las cascadas de Paiva, Sobral, Barata y Funil. La meseta es el punto más alto de toda la sierra, donde comienza la cadena montañosa que marca las fronteras entre Brasil y Venezuela. La Serra do Tepequém tiene una altitud media de 1.500 metros y está situada en el municipio de Amajari. Otra atracción turística del estado es el monte Caburaí. Los geógrafos han comprobado que está situado a 70 km (43 mi) por encima de Oiapoque, lo que convierte a la montaña en el punto más septentrional de Brasil, y ha sido reconocido en las instituciones oficiales responsables de las demarcaciones territoriales geográficas, como el Ministerio de Educación y el Instituto Brasileño de Geografía y Estadística (IBGE).
Destaca también el lago Caracaranã, en el municipio de Normandia. Con un perímetro de casi 6 kilómetros, es conocido por sus playas de arena fina rodeadas de anacardos.

## Política y Gobierno
Roraima es un estado de la federación que forma Brasil, siendo gobernado por tres poderes, el ejecutivo, representado por el gobernador, el legislativo, representado por la Asamblea Legislativa del Estado de Roraima, y el judicial, representado por el Tribunal de Justicia del Estado de Roraima y otros tribunales y jueces. La participación popular en las decisiones del gobierno también es permitida a través de referendos y plebiscitos. La actual Constitución del Estado de Roraima fue promulgada el 31 de diciembre de 1991, además de los cambios resultantes de posteriores enmiendas constitucionales.

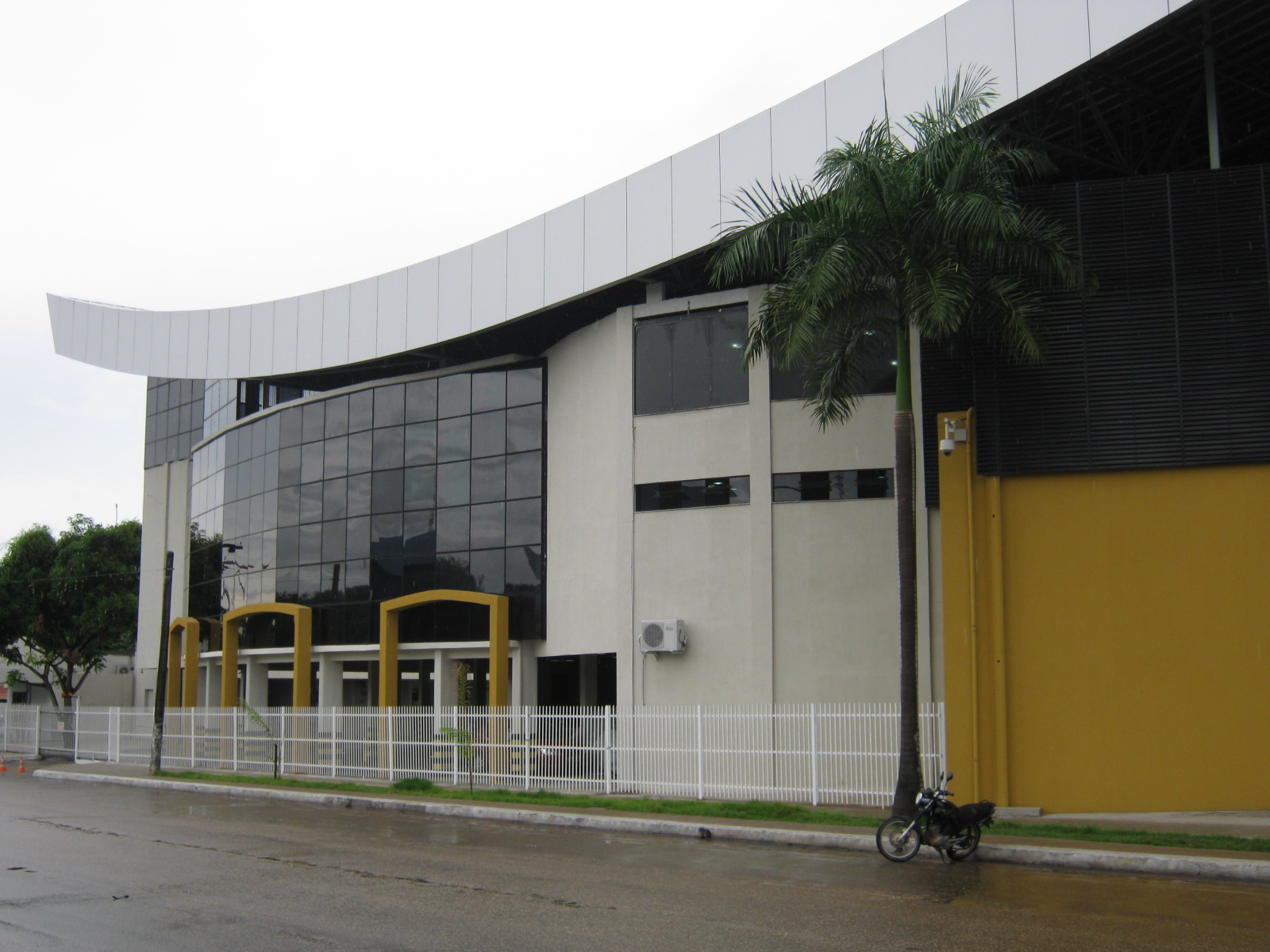
Asamblea Legislativa de Roraima en Boa Vista

El poder ejecutivo de Roraima está concentrado en el gobernador del estado, que es elegido en sufragio universal y voto directo y secreto, por la población para períodos de hasta cuatro años de duración, pudiendo ser reelegido por un período más Su sede es el Palacio Senador Hélio Campos, que desde 1991 es la sede del gobierno de Roraima.
El Poder Legislativo de Roraima es unicameral, constituido por la Asamblea Legislativa del Estado de Roraima. Está compuesta por 24 diputados, que son elegidos cada 4 años. En el Congreso Nacional, la representación de Roraima es de 3 senadores y 8 diputados federales. El máximo tribunal del Poder Judicial de Roraima es el Tribunal de Justicia del Estado de Roraima. El poder judicial está compuesto por los jueces y juezas de derecho.
Tratándose de organizaciones de representación política, 34 de los 35 partidos políticos brasileños tienen representación en el estado. Según informaciones divulgadas por el Tribunal Superior Electoral (TSE), con base en datos de abril de 2016, el partido político con mayor número de afiliados en Roraima es el Partido Republicano Progresista (PRP), con 6.732 afiliados, seguido por el Partido de la Social Democracia Brasileña (PSDB), con 5.356 afiliados y el Partido Democrático Laborista (PDT), con 5.087 afiliados. Completan la lista de los cinco mayores partidos políticos del estado, por número de afiliados, el Partido Progresista (PP), con 4 521 afiliados; y el Partido Laborista Brasileño (PTB), con 3 406 afiliados. También según el Tribunal Superior Electoral, la Rede Sustentabilidade (REDE) y el Partido Socialista dos Trabalhadores Unificado (PSTU) son los partidos políticos con menor representación en la unidad federativa, con 21 y 24 miembros, respectivamente; el Partido Novo (NEW) es el único que no tiene representación en Roraima.

### Seguridad y Defensa
Las principales unidades de las Fuerzas Armadas presentes en Roraima son: en el Ejército Brasileño, donde Roraima forma parte del Comando Militar de Amazonas, que tiene su sede en Manaos, capital del estado de Amazonas y abarca todos los estados de la Región Norte de Brasil, con excepción de Tocantins; mientras que en la Marina de Brasil, el estado forma parte del 9.º Distrito Naval (con sede en Manaos); y en la Fuerza Aérea Brasileña, Roraima forma parte del 1.º Escuadrón del 3.º Grupo de Aviación, con sede en la propia ciudad.

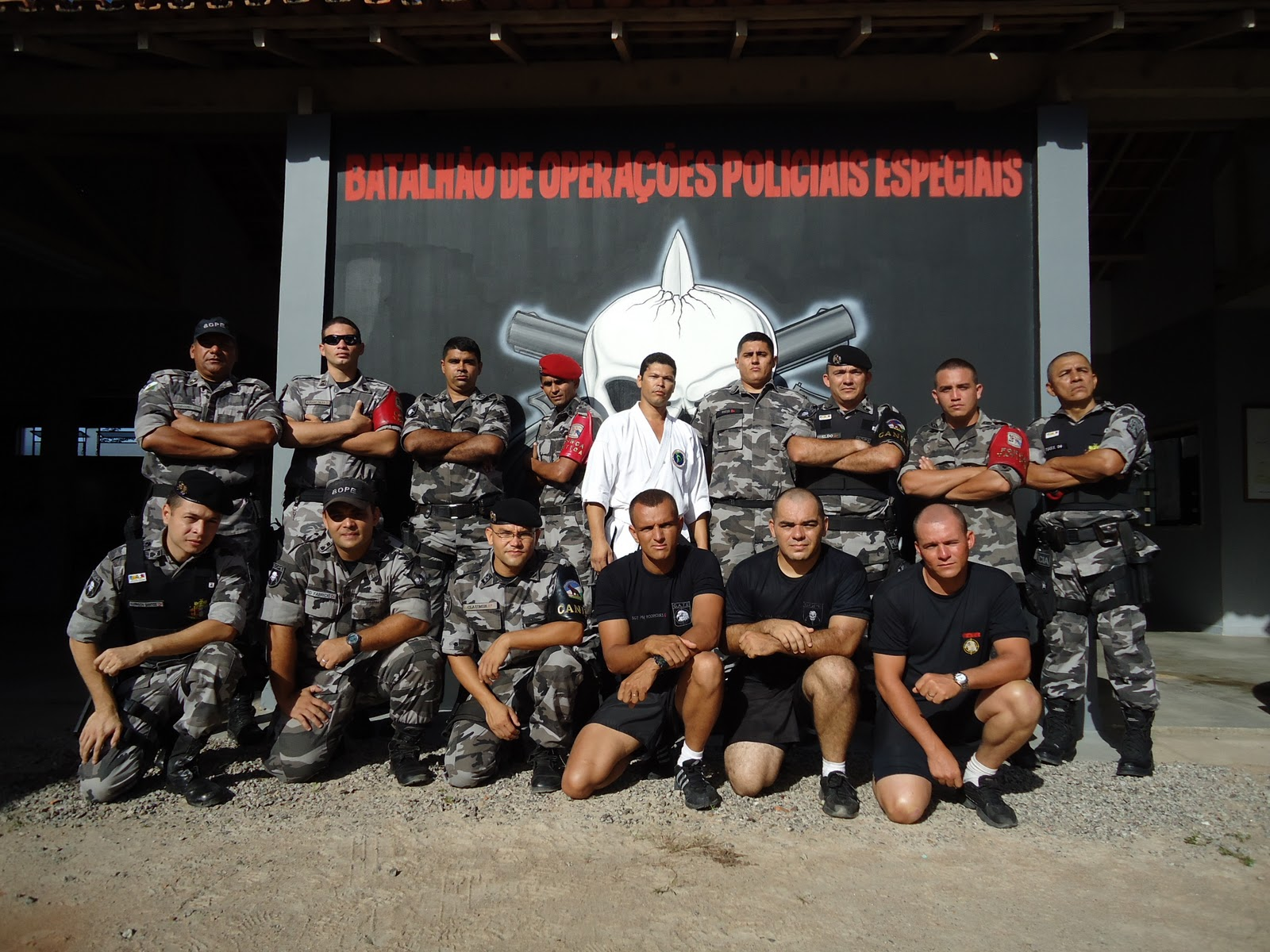
Miembros del Batallón de Operaciones Especiales de la Policía Militar del Estado de Roraima

La Policía Militar del Estado de Roraima (PMRR) es una de las fuerzas de policía militar de Brasil, y es responsable de la policía ostensible en el Estado de Roraima. Se originó de la Guardia Territorial de Rio Branco, el 21 de noviembre de 1944. Además de su misión actual, también tenía la misión de realizar servicios de transporte, control de incendios y quemas, además de varias otras atribuciones. Con el desarrollo socioeconómico de la región en la década de 1970 y la emancipación política de Roraima de Amazonas fue necesario crear una institución dedicada permanentemente a la policía ostensible en sus diversas formas. Así, fue creada la Policía Militar del Territorio Federal de Roraima, a través de la ley n.º 6.270, de 26 de noviembre de 1975.
El Cuerpo de Bomberos Militares del Estado de Roraima (CBMRR) es una Corporación cuya misión principal consiste en la ejecución de actividades de defensa civil, prevención y combate a incendios, búsqueda, rescate y asistencia pública dentro del Estado de Roraima. Es una Fuerza Auxiliar y de Reserva del Ejército Brasileño, e integra el Sistema de Seguridad Pública y Defensa Social de Brasil. Sus miembros son llamados Militares de los Estados por la Constitución Federal de 1988, así como los miembros de la Policía Militar del Estado de Roraima. La Policía Civil del Estado de Roraima también es llamada Militar de los Estados.
La Policía Civil del Estado de Roraima es una de las fuerzas policiales de Roraima, siendo un órgano del sistema de seguridad pública responsable, en los términos del artículo 144, § 4, de la Constitución Federal y exceptuando la competencia específica de la Unión, por las funciones de policía judicial e investigación de infracciones penales, excepto las de naturaleza militar. La Policía Civil del Estado de Roraima es una de las fuerzas policiales de Roraima, siendo un órgano del sistema de seguridad pública responsable, en los términos del artículo 144, § 4, de la Constitución Federal y exceptuando la competencia específica de la Unión, por las funciones de policía judicial e investigación de infracciones penales, excepto las de naturaleza militar.

## Demografía

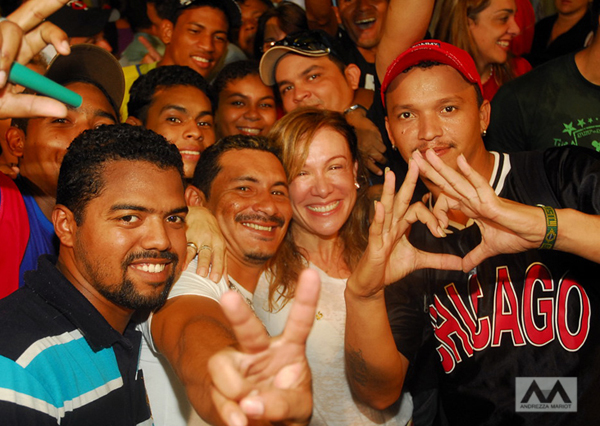
Como otros estados de Brasil, Roraima muestra una gran diversidad étnica

### Composición étnica
Los rasgos culturales, políticos y económicos heredados de portugueses, españoles y holandeses son influyentes en Roraima. Retrocediendo un poco en la historia, no se puede olvidar la importancia de los amerindios en la contribución étnica. Fueron los amerindios quienes iniciaron la ocupación humana en la Amazonia, y sus descendientes, los caboclos, se desarrollaron en estrecho contacto con el medio, adaptándose a las peculiaridades regionales y a las oportunidades que ofrecía la selva.
En su formación histórica, la demografía roraimense es el resultado del mestizaje de las tres etnias básicas que componen la población brasileña: la india, la europea y la negra, formando así los mestizos (caboclos) de la región. Más tarde, con la llegada de inmigrantes, especialmente nordestinos, se formó un caldo cultural único, que caracteriza a gran parte de la población, sus valores y su forma de vida.
Según el censo IBGE de 2022, la población de Roraima está compuesta por: pardos (57,3%), blancos (20,7%), indígenas (14,1), negros (7,7%) y asiáticos (0,1%). Roraima también reconoce la identidad mestiza. El Día del Mestizo (27 de junio) es una fecha oficial en el estado.

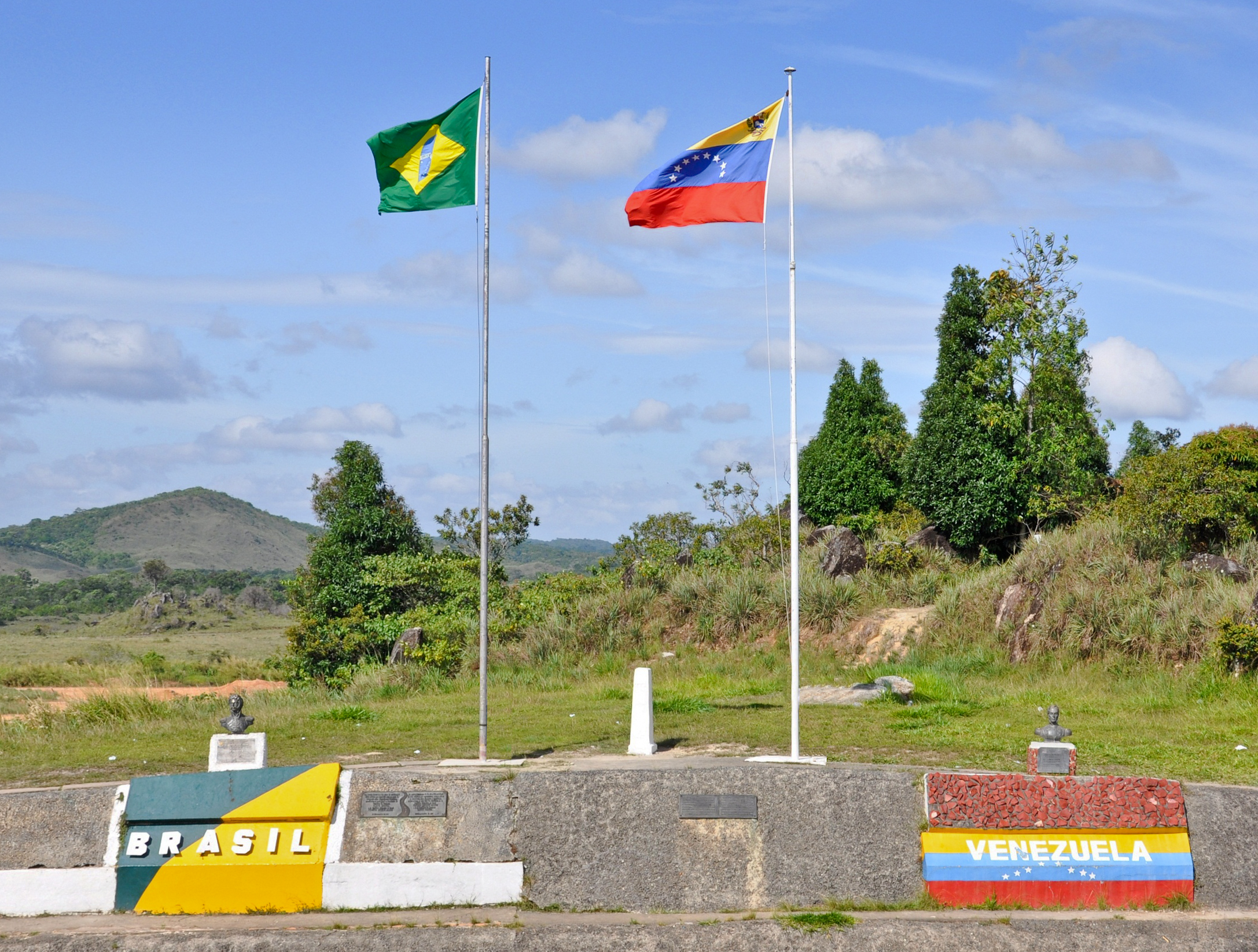
Frontera entre el Municipio Gran Sabana del Estado Bolívar en Venezuela y el Municipio de Pacaraima en el Estado de Roraima en Brasil.

### Municipios por población
Los municipios listados están con la población actualizada al censo de 2022.

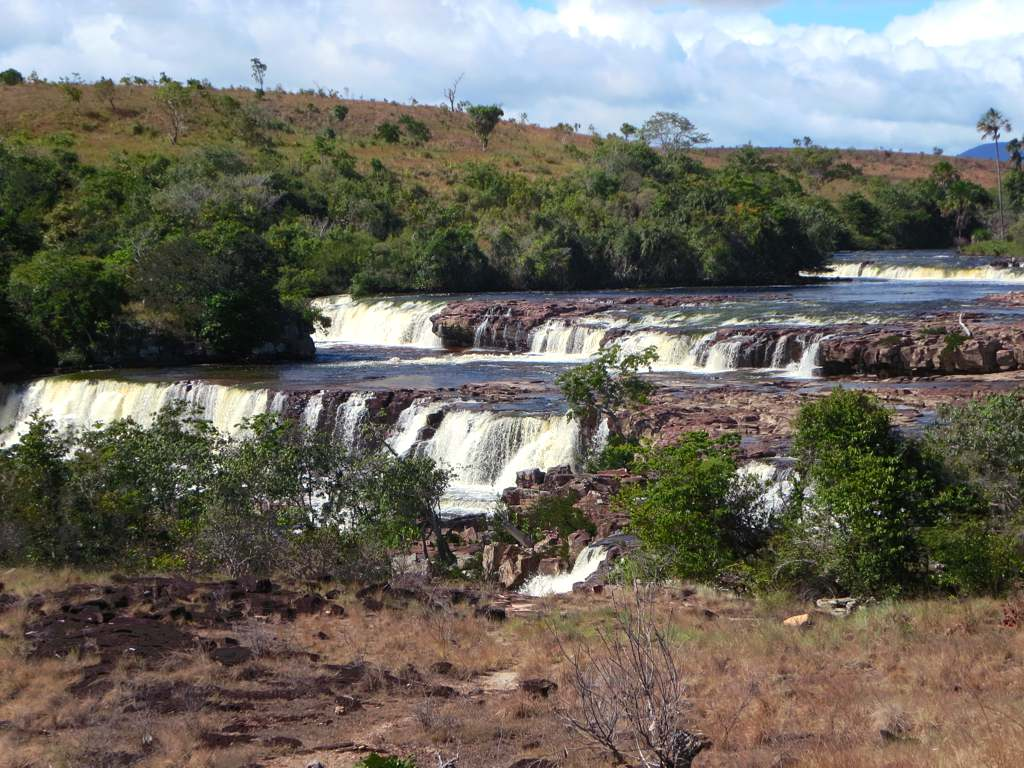
Las Cataratas Orinduik se encuentran en el Río Ireng justo en la frontera entre el municipio Uiramutã de Roraima y Guyana (en un territorio llamado Guayana Esequiba)

| Municipio             | Población |
| --------------------- | --------- |
| 1.Boa Vista           | 402 290   |
| 2.Rorainópolis        | 32 647    |
| 3.Alto Alegre         | 21 066    |
| 4.Caracaraí           | 20 537    |
| 5.Pacaraima           | 19 305    |
| 6.Cantá               | 18 682    |
| 7.Mucajaí             | 18 064    |
| 8.Amajari             | 13 927    |
| 9.Bonfim              | 13 897    |
| 10.Uiramutã           | 13 751    |
| 11.Normandia          | 13 669    |
| 12.Caroebe            | 10 656    |
| 13.Iracema            | 10 023    |
| 14.São João da Baliza | 8 858     |
| 15.São Luís           | 7 315     |

Total: 636 303

### Población según los censos
| Año  | Población | Fuente                    |
| ---- | --------- | ------------------------- |
| 1900 | 3 046     | Censo brasileño de 1900   |
| 1920 | 7 424     | Censo brasileño de 1920   |
| 1940 | 10 509    | Censo brasileño de 1940   |
| 1950 | 18 016    | Censo brasileño de 1950   |
| 1960 | 29 489    | Censo brasileño de 1960   |
| 1970 | 39 799    | Censo brasileño de 1970   |
| 1980 | 79 121    | Censo brasileño de 1980\| |
| 1991 | 217 583   | Censo brasileño de 1991   |
| 2000 | 324 397   | Censo brasileño de 2000   |
| 2010 | 401 190   | Censo brasileño de 2010   |
| 2022 | 636 303   | Censo brasileño de 2022   |

### Educación
En 2009, el estado contaba con una red de 585 escuelas primarias, de las cuales 322 son estatales, 252 municipales, 10 privadas y 1 pública federal. El personal docente estaba formado por 4.842 profesores, de los cuales 2.952 trabajaban en escuelas públicas estatales, 1.627 en escuelas públicas municipales y 217 en escuelas privadas. En estas escuelas estudiaban 86.547 alumnos, de los cuales 82.208 en escuelas públicas y 4.339 en escuelas privadas. La enseñanza secundaria se impartía en 100 establecimientos, con una matrícula de 17.512 alumnos. De los 17.512 alumnos, 16.175 estudiaban en escuelas públicas y 1.337 en escuelas privadas.

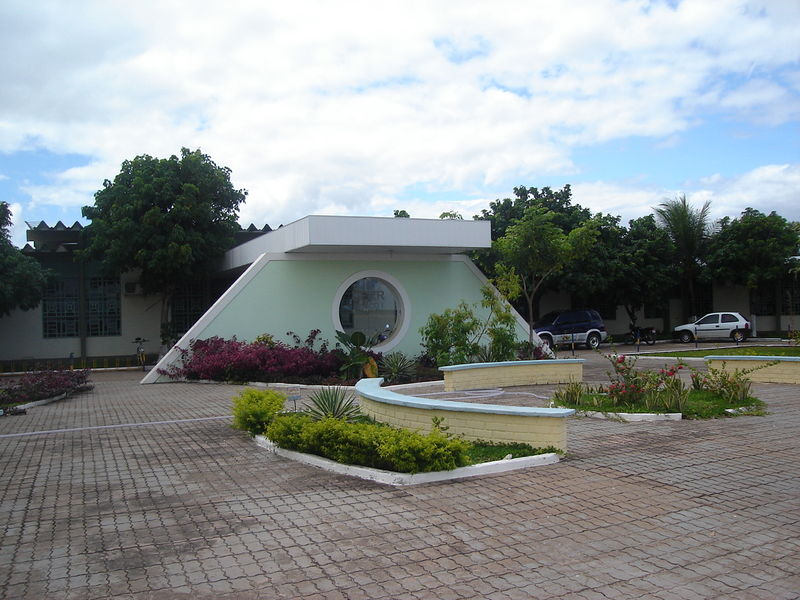
Bloque I de la Universidad Federal de Roraima (UFRR), campus de Paricarana.

En cuanto a la enseñanza superior, destacan la Universidad Federal de Roraima (UFRR), la Universidad Estatal de Roraima (UERR) y el Instituto Federal de Roraima (IFRR). También existen centros privados de enseñanza superior: Facultad de Enseñanza Superior de Roraima (FARES), Facultad Estácio Atual, Facultad Catedral y Facultad de Ciencias, Educación y Teología del Norte de Brasil (FACETEN).
También se registraron cerca de 14.500 alumnos de preescolar, divididos en 270 unidades de enseñanza. De ellas, 258 eran municipales y ninguna estatal. Había 857 maestros de preescolar en el estado.
En 2019, la tasa de analfabetismo en el estado era del 5%, colocando a Roraima en la 7.ª posición entre los estados de Brasil con mayor porcentaje de población alfabetizada, por delante de todos los estados de las regiones Norte y Nordeste. En 2019, en el Índice de Desarrollo de la Educación Básica (IDEB), el estado alcanzó una puntuación de 5,7 puntos, siendo superior a la media nacional y pasando a ocupar la 15.ª posición entre los estados brasileños.
En 2011, la nota media de Roraima en el Examen Nacional de Enseñanza Media (ENEM) es de 35,03 en la prueba objetiva y de 56,37 en la prueba de ensayo, siendo una de las puntuaciones más altas del Norte-Nordeste de Brasil. En estas dos regiones, Roraima sólo pierde frente a Amazonas (57,77). Sin embargo, incluso con la segunda puntuación más alta, la media roraimense quedó por debajo de la media nacional, que fue de 57,26. En cuanto al número de alumnos, 7.463 participaron en el ENEM en 2010, de los cuales 2.404 eran bachilleres y 4.493 licenciados. El 85,52% del total de alumnos provenía de escuelas públicas.
Una encuesta realizada por el Portal G1 identificó a Roraima como uno de los estados brasileños que mejor remunera a los profesores de enseñanza media, con un salario medio de R$ 2.099,47 por 25 horas semanales. Según la encuesta, el salario más alto del país, en el Distrito Federal - en la cantidad de R $ 3.121,96 - estaba relacionado con una carga de trabajo de 40 horas. En el mismo año, la ONG Todos pela Educação también mencionó a Roraima como el segundo estado brasileño con mayor inversión en alumnos de educación básica por año, con R$ 4.834,43, por cada alumno.

### Sanidad
En 2005, había 455 establecimientos hospitalarios en el estado, con 725 camas y 56 médicos, 10 enfermeros graduados y 60 auxiliares de enfermería. En 2010, de los 455 hospitales existentes, 378 eran de adultos y niños, 22 exclusivamente infantiles, 49 generales y 3 especializados. En 2005, 85,2% de la población roraimense tenía acceso a la red de agua, mientras que 75% se beneficiaba de la red de alcantarillado sanitario
Según el censo brasileño de 2010, 81,4 % de la población de Roraima evalúa su salud como buena o buena; 72,5 % de la población consulta al médico periódicamente; 44,9 % de los habitantes consulta al dentista regularmente y 7,4% de la población fue internada en una cama de hospital en los últimos doce meses. Aproximadamente el 22% de los habitantes declara tener alguna enfermedad crónica y sólo el 9,8% tiene un plan de salud. Otro dato significativo es el hecho de que 44,7% de los habitantes declararon necesitar siempre del Programa Unidad de Salud de la Familia - PUSF.
En cuanto a la salud de la mujer, 30,5% de las mujeres mayores de 40 años se realizó un examen clínico de mamas en los últimos doce meses; 39,1% de las mujeres entre 50 y 69 años se realizó un examen de mamografía en los últimos veinticuatro meses; y 85,6% de las mujeres entre 25 y 59 años se realizó un examen preventivo de cáncer de cuello uterino en los últimos treinta y seis meses.

### Criminalidad
Según el mapa de la violencia en Brasil de 2011, los municipios de Alto Alegre y Caracaraí tienen la tasa de criminalidad más alta del estado, con 73,3% y 49,7% y ocupando las posiciones 42.ª y 146.ª a nivel nacional, respectivamente. Los otros tres municipios con mayor índice de criminalidad son Mucajaí (41% - 251.ª posición nacional), Cantá (37,2% - 312.ª posición nacional) y Bonfim (31,4% - 441.ª posición nacional). La capital, Boa Vista, tiene una tasa de criminalidad del 24,9% y ocupa la 664.ª posición entre los municipios brasileños.
Según el Censo Brasileño de 2010, el 77,7% de los habitantes de Roraima se sienten seguros en sus casas; el 72,3% se sienten seguros en el barrio o comunidad en la que residen; y el 64,8% de la población se siente segura en la ciudad en la que vive. Sin embargo, 18,7% de las residencias en el estado cuentan con algún tipo de protección o seguridad privada que no es de dominio público. 11,1% de las personas declararon haber sido víctimas de robo o hurto, y de ellas 20,4% no buscaron asistencia en las comisarías.

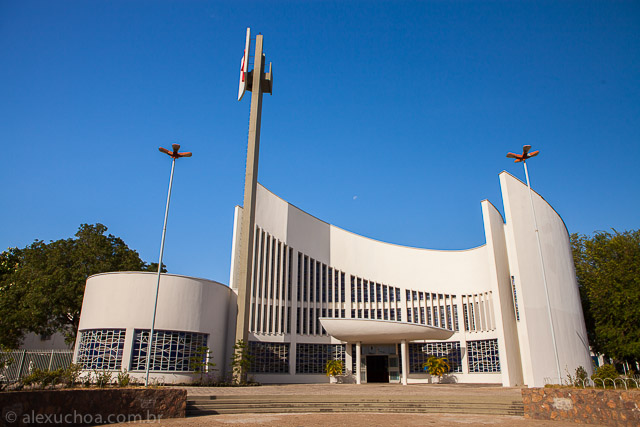
Catedral de Cristo Redentor en Boa Vista

### Religión
Como consecuencia de la colonización europea la mayor parte de la población de Roraima es seguidora del Cristianismo siendo la denominación más grande la Iglesia Católica.
La diócesis de Roraima es una circunscripción eclesiástica de la Iglesia Católica en el estado de Roraima, perteneciente a la Provincia Eclesiástica de Manaos y al Consejo Episcopal Regional Norte I de la Conferencia Nacional de Obispos de Brasil, siendo sufragánea de la Archidiócesis de Manaos. La sede episcopal está en la Catedral  de Cristo Redentor, en la ciudad de Boa Vista, siendo la única diócesis católica del estado de Roraima.
Aunque su desarrollo haya sido sobre una matriz social eminentemente católica, tanto por la colonización como por la inmigración por lo que gran parte de la población roraimense se declara católica, actualmente es posible encontrar en el estado decenas de diferentes denominaciones cristianas protestantes diferentes, así como la práctica del candomblé, espiritismo, religiones antitrinitarias y nuevos movimientos religiosos, entre otros. En los últimos años, las religiones orientales, el mormonismo y las denominaciones evangélicas han aparecido en el estado.
Según datos de 2010 del Instituto Brasileño de Geografía y Estadística (IBGE), la población de Roraima está compuesta por: Católicos (50,5%); diversos grupos cristianos Protestantes (30,3%); personas sin religión (12,98%); Tradiciones Indígenas (2,75%); Espiritistas (0,91%); Budistas (0,13%); Candomblé (0,08%); Tradiciones Esotéricas (0,03%); Judaísmo e Islam (0,03% cada uno); Umbanda (0,02%) e Hinduismo (0,01%). Entre las confesiones cristianas llamadas restauracionistas se encuentran los Testigos de Jehová (0,55%) y la Iglesia de Jesucristo de los Santos de los Últimos Días (0,15%). Entre las nuevas religiones orientales se encuentra la Iglesia Mesiánica Mundial (0,06%). El 1,47% de la población comparte otras creencias.

## Infraestructura

### Comunicaciones
La ECT - Empresa de Correos e Telégrafos (Empresa de Correios e Telégrafos) tiene agencias en apenas cinco municipios de Roraima: Boa Vista, Caracaraí, Alto Alegre, Sào Luiz do Anauá y Pacaraima. En el área de telefonía, hay aproximadamente 40 mil terminales telefónicos, con destaque para la telefonía móvil. El interior del estado también está atendido. Hay sólo 4 emisoras de radio y 7 retransmisiones de televisión en el estado. Existen algunos periódicos, siendo los principales la Folha de Boa Vista y el periódico Diário. También en el estado hay tres proveedores de Internet, TechNet , Mandic Scan y RRNet.

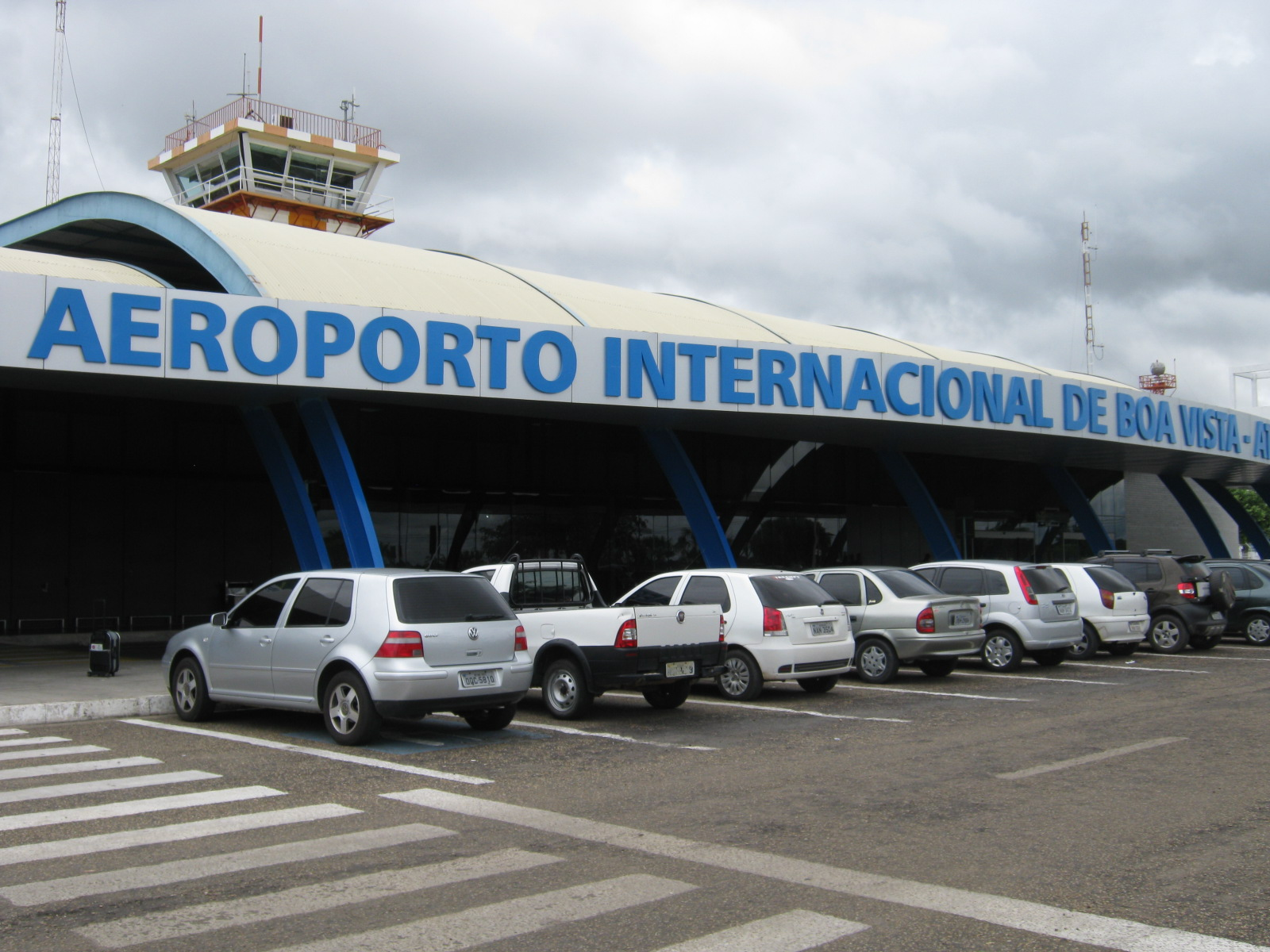
Aeropuerto Internacional de Boa Vista

### Transporte
En el estado hay sólo un aeropuerto administrado por Infraero, el Aeropuerto Internacional de Boa Vista - Atlas Brasil Cantanhede, ubicado en la capital del estado. En 2009, el aeropuerto de la capital del estado recibió 190.469 pasajeros y 931.248 cargas aéreas. El estado también cuenta con otros 7 aeropuertos de categoría estatal y menores: Aeropuerto de Auaris, en Amajari; Aeropuerto de Mucajaí, en Mucajaí; Aeropuerto de Pacaraima, en Pacaraima; Aeropuerto de Surucucu, Uaicas y Surucucucus, en Alto Alegre, este último ubicado dentro de la Tierra Indígena Yanomami; y Aeropuerto de Caracaraí. Estos aeropuertos están bajo administración municipal y estatal.
El transporte aéreo es el más rápido en regular en Roraima, estando en mejores condiciones que los demás. Las ciudades, distritos y aldeas del interior de Roraima son atendidas, la mayor parte del tiempo, por el transporte de Boa Vista. Dicho esto, es la unidad federativa más aislada de la nación. No existe red ferroviaria en el estado.
El único estado brasileño que tiene conexión por carretera con Roraima es Amazonas, a través de la BR-174, que conecta los municipios del sur con los del norte del estado, y es también responsable de la conexión de Brasil con Municipio Gran Sabana del estado Bolívar en Venezuela. La carretera BR-174 se extiende a lo largo de 992 kilómetros y atraviesa el estado de sur a norte, cruzando el río Branco en Caracarai por el puente José Vieira de Sales Guerra. También está la BR-210, también llamada Perimetral del Norte, un proyecto originario de mediados del siglo XX, del Gobierno Federal, que sólo se completó parcialmente y que, en principio, conectaría el estado con Pará, Amapá y el municipio de São Gabriel da Cachoeira (AM). 
Esta autopista tiene 481 kilómetros de longitud y atraviesa el estado en dirección este-oeste. Otra carretera de Roraima que atraviesa Brasil es la BR-401, que conecta el estado con Guyana. Comienza en Boa Vista y cruza el río Branco por el puente de Macuxi, entrando en territorio guayanés. Sin embargo, esta carretera, de 185 kilómetros, no está completamente asfaltada. Otras carreteras federales son la BR-431, la BR-432 y la BR-433. También hay carreteras estatales, entre las cuales se destacan la RR-205 (que conecta la capital a la sede de Alto Alegre) y la RR-203. Las carreteras federales en Roraima suman 1.638 kilómetros. Las carreteras estatales suman poco más de 2.000 km y están en gran parte en mal estado. La capital, Boa Vista, tiene una carretera de circunvalación de casi 30 km, llamada Contorno Oeste Ottomar de Souza Pinto, que une tres grandes autopistas.
También se destaca en el estado, como en otros estados amazónicos, el transporte fluvial. Sin embargo, la navegación fluvial se limita al río Branco. El transporte por el río Branco es muy utilizado para la economía, pero de poco movimiento de pasajeros para las ciudades del interior. La navegación regular por este río ocurre solamente en el tramo de la desembocadura (río Negro/Caracaraí), que tiene cerca de 440 kilómetros de extensión. En este tramo, el río Branco tiene un calado máximo de 5,0 metros en el período de crecida y un mínimo de 0,7 metros en la estación seca. 
Roraima está en desventaja con relación a los demás estados amazónicos en lo que se refiere al sistema de vías fluviales. Por ser el único de ellos donde todos sus ríos notorios nacen en su propio territorio - el sistema hidrográfico estatal es 100% roraimense -, está condenado a tener pocas salidas fluviales. De hecho, Roraima sólo tiene una salida fluvial importante: a través del Río Branco, llega al Río Negro, y de ahí a Manaos y São Gabriel da Cachoeira. Aun así, el río más importante de Roraima sigue imponiendo dificultades adicionales.
El puerto de Caracaraí está actualmente desactivado, dadas las precarias condiciones del muelle. La manipulación se realiza directamente en las orillas del río, lo que dificulta las operaciones de embarque y desembarque. El tramo Caracaraí - Boa Vista, de aproximadamente 150 kilómetros, atraviesa una zona con cascadas en los primeros 14 kilómetros, a 7,5 metros de altitud, conocida como Corredeiras do Bem Querer (rápidos del Bem Querer).

### Energía
Hasta mediados de la década de 1990, el estado tenía graves problemas de electricidad. En 2001, se inauguró la primera etapa del Complejo Hidroeléctrico de Guri/Macaguá, en la frontera entre Brasil y Venezuela, que actualmente suministra electricidad a Roraima y regiones de Venezuela.
Considerando que Roraima es el único estado que no forma parte del Sistema Interconectado Nacional, y ante la inestabilidad del suministro de energía de Venezuela, centrales termoeléctricas complementan la energía de Guri, en particular las centrales de Monte Cristo (97 MW), Floresta (85 MW), Distrito Industrial (21 MW) y Novo Paraíso (13 MW). Existe un proyecto de interconexión de Roraima al SIN, con la construcción del Tucuruí Linhão, que proporcionaría mayor seguridad energética al estado, así como la construcción de nuevas fuentes de energía.
El suministro de energía eléctrica en el interior del estado es realizado por la Companhia Energética de Roraima y en la capital por Eletrobrás Distribuição Roraima. En los últimos años, el consumo de electricidad en Roraima ha crecido de forma pronunciada. En febrero de 2011, se registró un aumento del 4% en el consumo, en comparación con el mismo período de 2010. Sólo en Boa Vista, el aumento total fue de 9,05%. El sector comercial fue el que presentó el mayor aumento de consumo: 16,4%, seguido por las residencias, con un gasto de 12,86%. El sector público fue el único que presentó una reducción en el consumo de energía: -7,2% en los organismos municipales, -1,9% en los estatales y -1,4% en los federales.

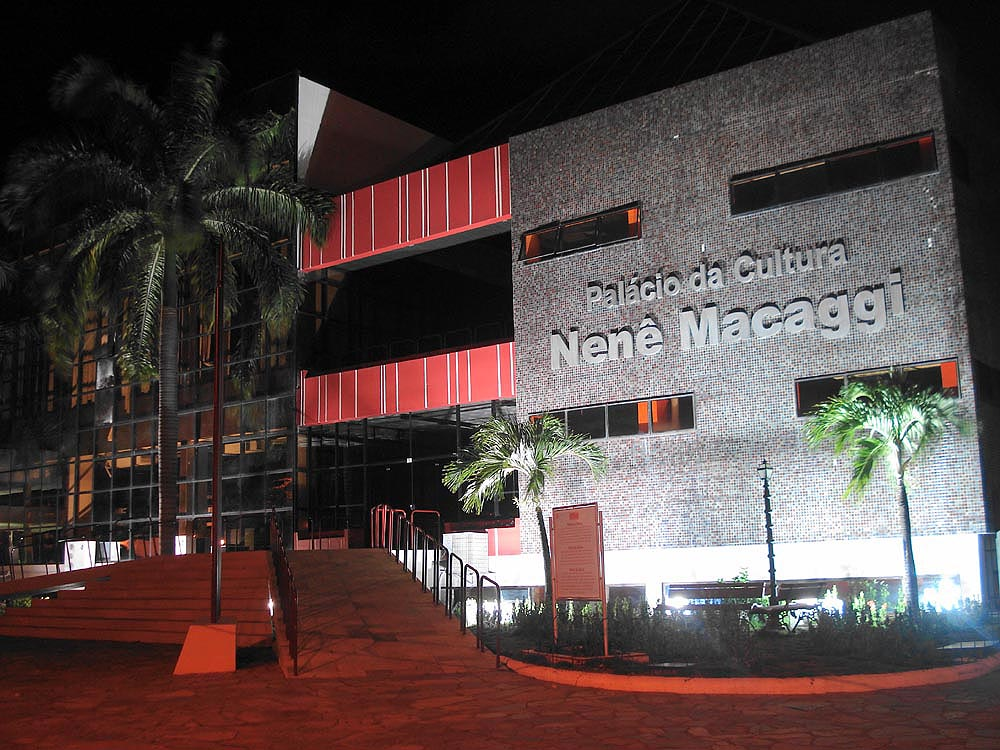
Palacio de la Cultura de Roraima

## Cultura
La cultura de Roraima tiene una fuerte influencia indígena. Sin embargo, también está marcada por la influencia de los colonizadores europeos, y también por los mestizos que habitan y habitaron la región. La artesanía es una de las marcas centrales de la cultura. Los Yanomani -grupo indígena del estado que habita también en Venezuela- fabrican diversos productos artesanales, como cestas, abanicos, joyas y hamacas. Muchos de ellos se venden en la Feria de Artesanía de Roraima, con sede en Boa Vista, capital del estado.
El movimiento cultural "Roraimeira" fue concebido por artistas locales en la década de 1980. Nació de la necesidad de tener una identidad cultural representativa del Territorio Federal de Roraima. Está presente en la música, la danza, la literatura, la fotografía, las artes plásticas y otras expresiones artísticas. El origen del nombre del evento es la canción "Roraimeira" de Zeca Preto que compitió en el festival de música de Roraima en 1984. Más tarde se convirtió en el himno cultural del estado.
Las artes escénicas en Roraima son difundidas por la Federación de Teatro de Roraima, que realiza espectáculos y eventos culturales en los espacios públicos locales de la ciudad, además de apoyar grupos teatrales y formación teatral. Hay varios grupos de teatro en el estado, entre ellos: Sol da Terra, Criart Teatral, Arteatro, Locômbia Teatro de Andanças y A Bruxa tá Solta.
Existen dos monumentos en Roraima: el Monumento a los Garimpeiros y el Monumento a los Pioneros. El Monumento a los Garimpeiros rinde homenaje a los hombres que prestaron servicios y contribuyeron al desarrollo del antiguo Territorio Federal de Rio Branco. Se encuentra en Boa Vista. El Monumento a los Pioneros también se encuentra en Boa Vista y es una construcción de hormigón armado. Reproduce el Monte Roraima, las etnias que componen el pueblo roraimense y las tradiciones y costumbres regionales del territorio.

### Instituciones culturales
Entre las principales entidades culturales del Estado están: el Foro Permanente de Cultura de Roraima, Sebrae, SESC,Teia Roraima, Academia Roraimense de Letras y la Federación de Teatro de Roraima.
El Museo Integrado de Roraima, en Boa Vista, capital del Estado, fue inaugurado el 13 de febrero de 1985, es un museo público estatal y mantenido por la Fundación de Medio Ambiente, Ciencia y Tecnología del Estado de Roraima (FEMACT). Está instalado en un edificio de 750 metros cuadrados, dentro del Parque Anauá y conserva la colección museológica más importante de Roraima. El acervo, bastante diversificado, se compone de piezas adquiridas a través de colecciones, adquisiciones y donaciones, abarcando diversos temas, como geología, botánica, zoología, arqueología, etnología, historia y artes visuales. El museo también realiza actividades de investigación en las áreas de zoología y antropología, así como exposiciones temáticas temporales y actividades culturales y educativas. Está equipado con una biblioteca y un auditorio con capacidad para 140 personas. Cuenta con la participación de la sociedad civil en la realización de actividades, a través de la Asociación de Amigos del Museo Integrado de Roraima (AMIRR), creada en 1999.

### Danza y música
La danza en Roraima tiene su origen en los grupos folclóricos de boi-bumbá y cirandas. Sin embargo, también destacan los grupos de danza clásica y moderna. La mayor entidad cultural dedicada a la enseñanza de la danza clásica es la Escola de Balé Cristina Rocha, responsable de la formación de gran parte de los bailarines que actúan en la capital, Boa Vista. En las fiestas populares, actúan varios grupos de danza regional, entre los que destacan los Cangaceiros do Tianguá, con coreografías basadas en elementos regionales amazónicos.
La música roraimense tiene una gran variedad de ritmos y armonías. Su origen se remonta a la variedad de etnias y pueblos que vivieron y viven en el estado. Así, existen grupos de canto indígena y caboclo. La música regional se llama Roraimeira, producida en el estado y que tiene como tema central Roraima, relacionada con la Amazonia, el Caribe, América del Sur, América y Global. En las canciones debe abordar o mencionar aunque sea mínimamente la regionalidad de Roraima como la naturaleza de Roraima, la cultura indígena de los pueblos que habitan el estado, las costumbres, la cultura local, la historia y la migración. Además se puede grabar en cualquier estilo o ritmo musical como rock, axé, reggae, pop, forró y así sucesivamente.
El ritmo local se llama Makunaimeira una mezcla de ritmos sobre la influencia de rituales indígenas como la parixara, música caribeña como el merengue y la salsa, toques de carimbó y ritmos amazónicos como la toada y el marabaixo. La Escuela de Música de Roraima se dedica a la enseñanza de música clásica y MPB. En el estado, también son notables los festivales de música que traen una demostración del arte musical de la Amazonia.

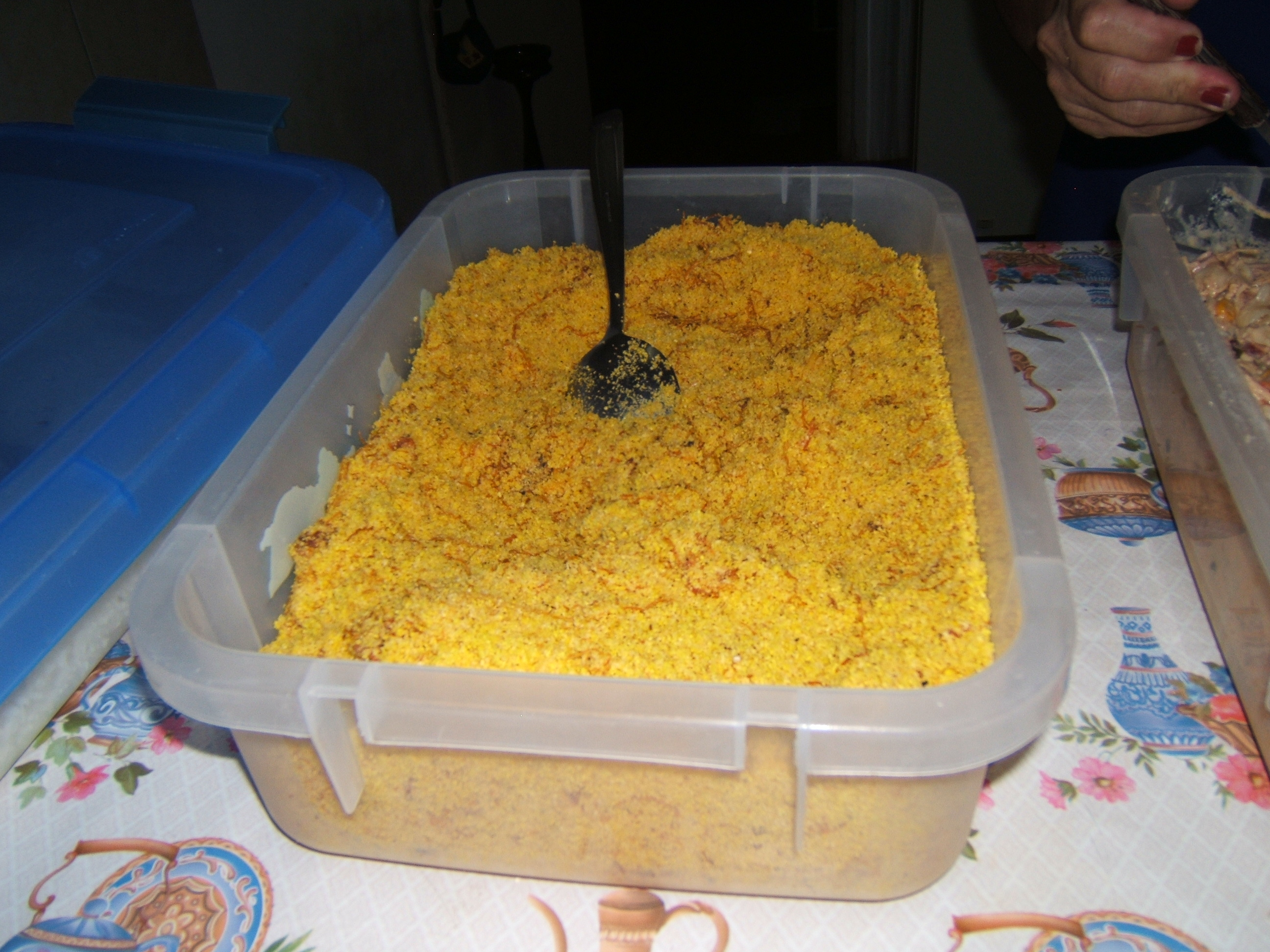
Paçoca de carne. Plato típico de Roraima

### Folclore y literatura
El folclore de Roraima es hoy el encuentro de tradiciones traídas por los colonizadores del Nordeste y de todas partes de Brasil, con la fuerza de las leyendas y vivencias de los indígenas locales, que tienen en su ambiente natural una perfecta armonía entre el hombre y la naturaleza. Se celebran los santos y fiestas de la Iglesia Católica y las tradiciones indígenas, que tienen una fuerte influencia en el estado, en el ámbito del curandeirismo y la pajelança. En el mes de junio, como en otros estados de Brasil, se celebran las fiestas de junio en los diversos municipios.
La Academia Roraimense de Letras representa la literatura de la unidad federativa. En ella se reúnen la mayoría de los poetas, historiadores, escritores y narradores del estado. Uno de los más renombrados poetas roraimenses es Eliakin Rufino, que también es compositor, habiendo llegado sus canciones a otras regiones del país-

### Gastronomía
Su cocina está fuertemente influenciada por el estado brasileño de Maranhão, y también presenta platos amazónicos. El pescado es el principal producto utilizado en sus platos típicos. Son alimentos típicos de la región la tapioca, la harina de mandioca, la paçoca de carne seca y el cuscús.

## Deporte
En el fútbol, Roraima cuenta con ocho clubes profesionales: Atlético Roraima, Baré, GAS, São Raimundo, River, Río Negro, Náutico y Progresso. Entre ellos, Baré y Atlético Roraima, los dos mayores campeones estaduales, disputan el clásico más tradicional del estado, conocido popularmente como Bareima. También hay clubes amateurs: Norte Sport, Caranã, Tancredo Neves, Cambará, Racing, Guaraní, América, Grêmio, Barcelona, Jockey, ABC, União, Tiradentes, Anauá, Brasil, Boa Vista, Atlético Iracema y União de Iracema. Sin embargo, debido a la histórica y baja representatividad de los clubes locales en el panorama futbolístico nacional, la mayor hinchada del estado es la del Flamengo, de Río de Janeiro.
En Roraima hay dos estadios relevantes: el Estadio Flamarion Vasconcelos y el Estadio Raimundo Ribeiro de Souza, ambos en Boa Vista. El Estadio Flamarion Vasconcelos, conocido popularmente como Canarinho, pertenece al Gobierno del Estado de Roraima. Fue inaugurado el 6 de septiembre de 1975 y bautizado inicialmente como Estadio 13 de Septiembre. Años más tarde se le cambió el nombre en homenaje póstumo al periodista Flamarion Vasconcelos. Sin embargo, el estadio es conocido popularmente como Canarinho, por estar situado en el barrio del mismo nombre. El Estadio Raimundo Ribeiro de Souza, popularmente llamado Ribeirão, también pertenece al gobierno del estado y tiene capacidad para 3.000 personas. El estadio tiene capacidad para 3.000 personas.

## Escudo
El escudo de Roraima, elegido de manera democrática mediante concurso público, es de la autoría de Antônio Barbosa Melo, que así lo describe:
- Arroz: producto de exportación;
- Arma indígena: un homenaje a las tribus del estado;
- Buscador: homenaje a las riquezas minerales;
- Monte Roraima: sierra que originó el nombre del Estado;
- Garza: ave típica del lugar.